# Orphéon

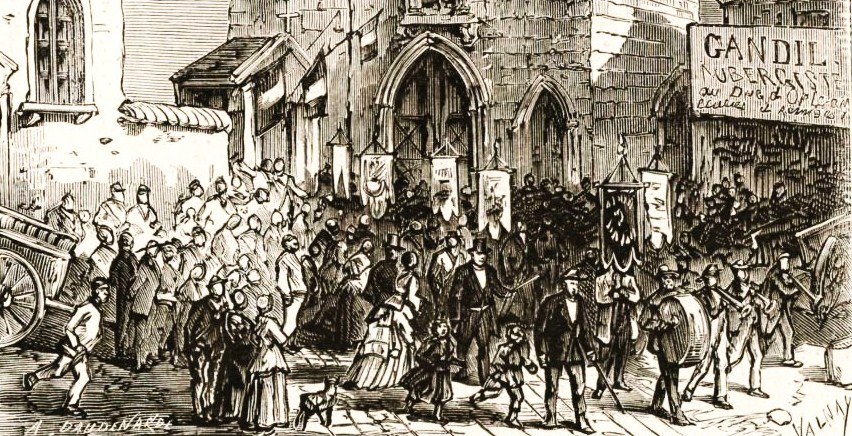
Moment solennel de tous les concours d'orphéons : le défilé d'ouverture, ici à Étampes en 1873.

Orphéon désigne soit une chorale d'hommes, soit un instrument de musique fixe, à cordes et à clavier, dans lequel le son est produit par une roue qui frotte les cordes comme dans une vielle à roue.
Ce néologisme créé à partir du nom d'Orphée, est donné par Louis Bocquillon dit Wilhem (1781-1842) pour désigner le chœur créé par lui de tous les enfants, garçons et filles, qu'il a formés au chant choral dans les écoles primaires de Paris. Il les réunit tous les mois à partir de 1833 dans une société chorale qu'il avait déclarée sous ce nom (et domiciliée dans une école 7, impasse Pecquay, dans le IIIe arrondissement de Paris). 
Deux ans après, il est nommé directeur de l'enseignement du chant dans les écoles auquel on donne à partir de cette époque le nom d'Orphéon. En 1852, Charles Gounod le remplace comme directeur de l'Orphéon qu'il divise en deux sections: l'Orphéon de la Rive gauche dirigé par François Bazin (1816-1878), et l'Orphéon de la rive droite dirigé par Pasdeloup (1819-1887).
Par la suite, en diffusant sa méthode, Wilhem est le promoteur, chez les ouvriers, de la création de sociétés de chant qui se multiplient en France  et qu'on a désignées sous le nom d'Orphéon. 
Quantité de concours, de grands concerts et de défilés sont organisés. Ils peuvent rassembler des milliers de choristes, devant des dizaines de milliers d'auditeurs.
Oublié en France, sauf au pays basque et dans le sud-ouest, ce mouvement des orphéons est toujours important en Catalogne.

## Présentation des orphéons

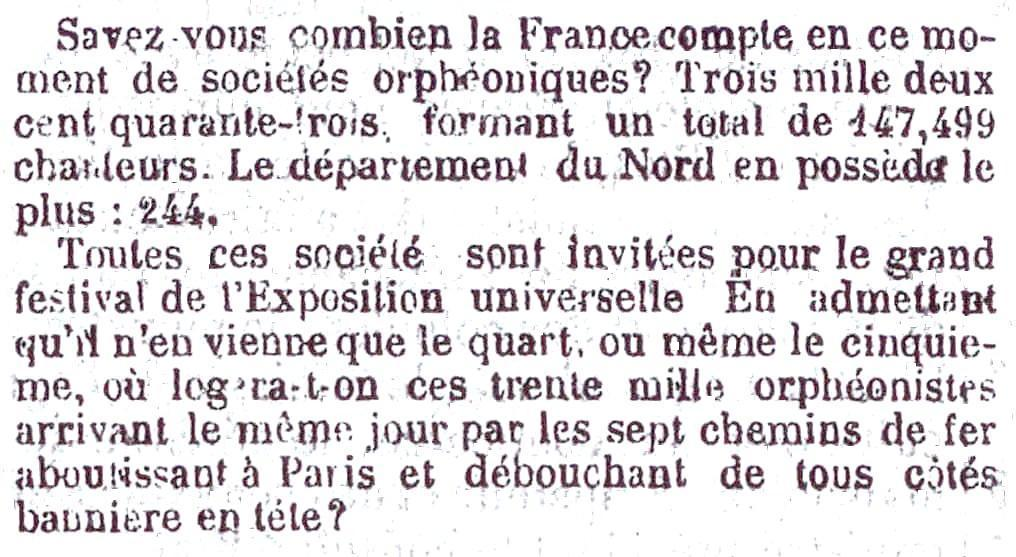
Le Petit Journal, 5 mars 1867.

En 1863, existaient environ 900 orphéons français regroupant 72 000 orphéonistes. En 1867, 3 243 orphéons français regroupant 147 499 orphéonistes. En 1878, les orphéons de France comptaient 300 à 400 000 membres, et en 1898 500 000 ou 600 000.
Le mouvement orphéonique s'est propagé hors de France, avec des orphéons catalans, espagnols portugais. Le mouvement des orphéons en Catalogne, fondé par Josep Anselm Clavé i Camps, a été et reste un mouvement de masses. Le mot « orphéon », traduit en catalan, a donné orfeó, orfeón en espagnol et galicien, et orfeon en portugais. Le mouvement orphéonique est appelé Coralismo en galicien (littéralement : « choralisme »).
Bien oublié aujourd'hui du grand public, Wilhem et son œuvre orphéonique furent jadis célèbres. Un monument à l'Orphéon, Wilhem et son continuateur Eugène Delaporte, fut érigé en 1924 dans une courette de la rue de Bretagne près de la mairie du 3e arrondissement de Paris. On peut le voir, déplacé depuis 1990 non loin de là, dans le square du Temple.
Les orphéons sont en France à l'origine du développement des chorales mixtes, caractéristiques du XXe siècle. Cependant, tous les orphéons français originaux n'ont pas muté ou disparu. Par exemple, celui de Salies-de-Béarn, fondé en 1858, existe toujours et fait partie du patrimoine local.
« L’Orphéon, est l’une de ces pratiques musicales que tous les historiens de la culture et musicologues connaissent de nom et que très peu d’entre eux ont étudiées concrètement. »

## Les Orphéons: un mouvement musical et festif

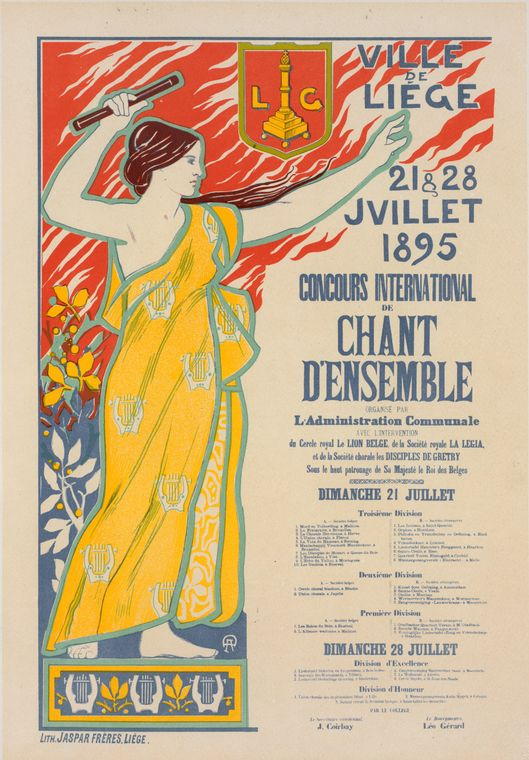
Un concours international d'orphéons à Liège en 1895.

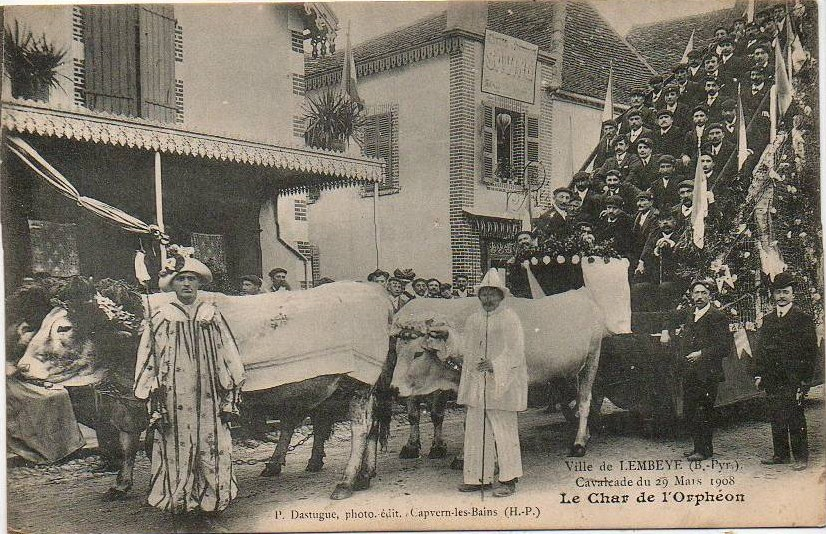
Char de l'Orphéon à la cavalcade du 29 mars 1908 à Lembeye.

Les orphéons présentent deux caractéristiques : ils sont musicaux et festifs et donnent autant l'occasion de chanter que de faire la fête.
En 1879, Ernest Reyer témoigne de la très joyeuse ambiance qui règne dans toute la ville au moment du concours de musique et d'orphéons de Cherbourg :

« J'ai dit la très grande influence des Sociétés chorales et instrumentales à chaque concours. On en comptait, si les chiffres officiels sont exacts, plus de 90 au concours de Cherbourg : 27 Orphéons, 9 harmonies et 57 fanfares. Le soir, pendant la fête, il y en avait partout : dans les rues et dans les cafés, sur les bateaux pavoisés et dans la tribune officielle où, à la clarté des lanternes vénitiennes et des feux de Bengale, elles jouaient la Marseillaise et chantaient le Grand Chêne aux applaudissements de la foule. »

En 1888, Gustave Nadaud, dans ses Miettes poétiques, souligne l'implication des orphéons dans la fête populaire :

« Cent soixante-dix-huit musiques ou fanfares,

Cuivres et bois tournés en des formes bizarres,

Quatre-vingts orphéons de quatre-vingts chanteurs,

Vingt mille exécutants, deux cent mille auditeurs,

Des drapeaux, des pétards ! Que d'yeux et que d'oreilles,

De brocs et de tonneaux, de bocks et de bouteilles !

Deux jours de bacchanales, deux nuits de carnaval :

Voilà ce qu'on appelle, en Flandre, un Festival ! »

En 1895, un guide édité par le journal L'Instrumental insiste sur l'importance du joyeux et très désordonné défilé organisé à l'occasion des concours d'orphéons, harmonies, fanfares :

« Le défilé a, pour les habitants, un grand attrait. Il est considéré par eux comme l'une des phases les plus brillantes du Concours. Nous ne sommes pas de cet avis et nous avons maintes fois constaté que, telle qu'elle est organisée actuellement dans la plupart des villes, cette marche, qui devrait être triomphale manque absolument de solennité et offre plutôt l'aspect d'une batifolante cohue qui déambule sans ordre ni cohésion. Quant à la musique que l'on y entend, c'est une véritable cacophonie où chaque groupe joue son Pas-Redoublé pendant que la Société qui précède et celle qui suit exécutent également le leur.. dans un autre ton, naturellement.
Mais ces discordances semblent plaire au public que ce spectacle attire ; il ne faut point l'en priver. »

## Autres sens du mot «orphéon»

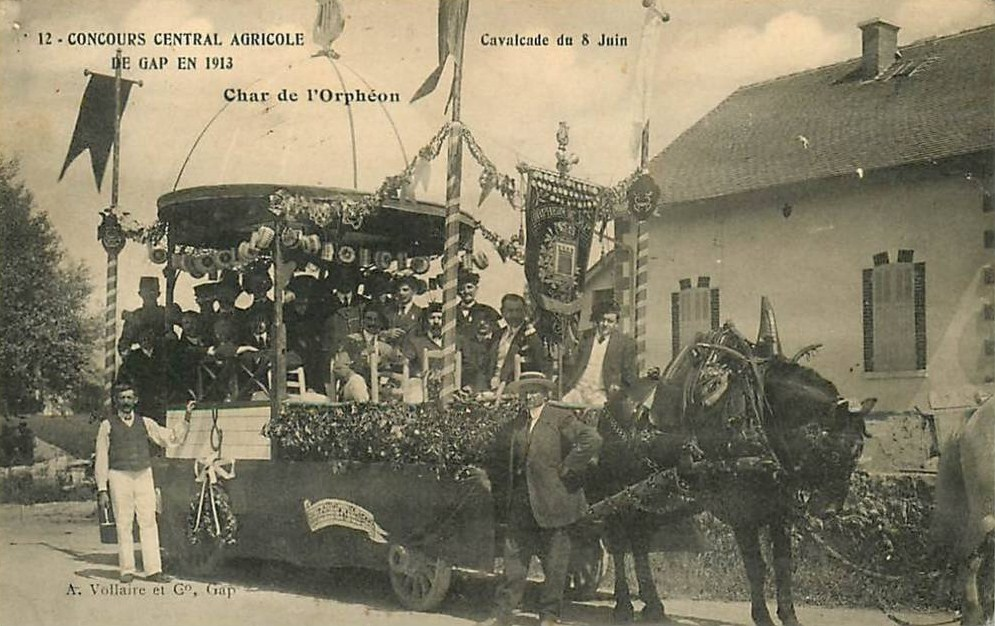
Concours Central Agricole de Gap 1913 : char de l'Orphéon à la cavalcade du 8 juin.

On retrouve le mot orphéon employé aussi dans d'autres sens :
- Fanfare : ainsi, par exemple, l'Orphéon Municipal de Mulhouse est le nom que porte aujourd'hui l'orchestre d'harmonie de la ville de Mulhouse. Selon le dictionnaire Le Robert, le mot orphéon avec cette signification apparaît en 1868.
- (Rare) Chorale mixte : l'Orphéon de Bayeux, créé en 1846 par Edmond Requier, a été transformé vers 1946 : il est resté depuis une chorale mixte tout en conservant son nom d'origine.
- Société bigophonique : le mot orphéon a été utilisé au moins deux fois dans ce sens :

On trouve au nombre des sociétés bigophoniques, un Orphéon des Bigophones de Guénange (actif dans les années 1950-1960).
Ainsi que l’Orphéon des Bigophones de Metz-Rurange, basé à Rurange-lès-Thionville, très actif et participant de nos jours, entre autres, aux défilés de la Saint-Nicolas de Metz.

## Les sociétés chorales, phénomène international

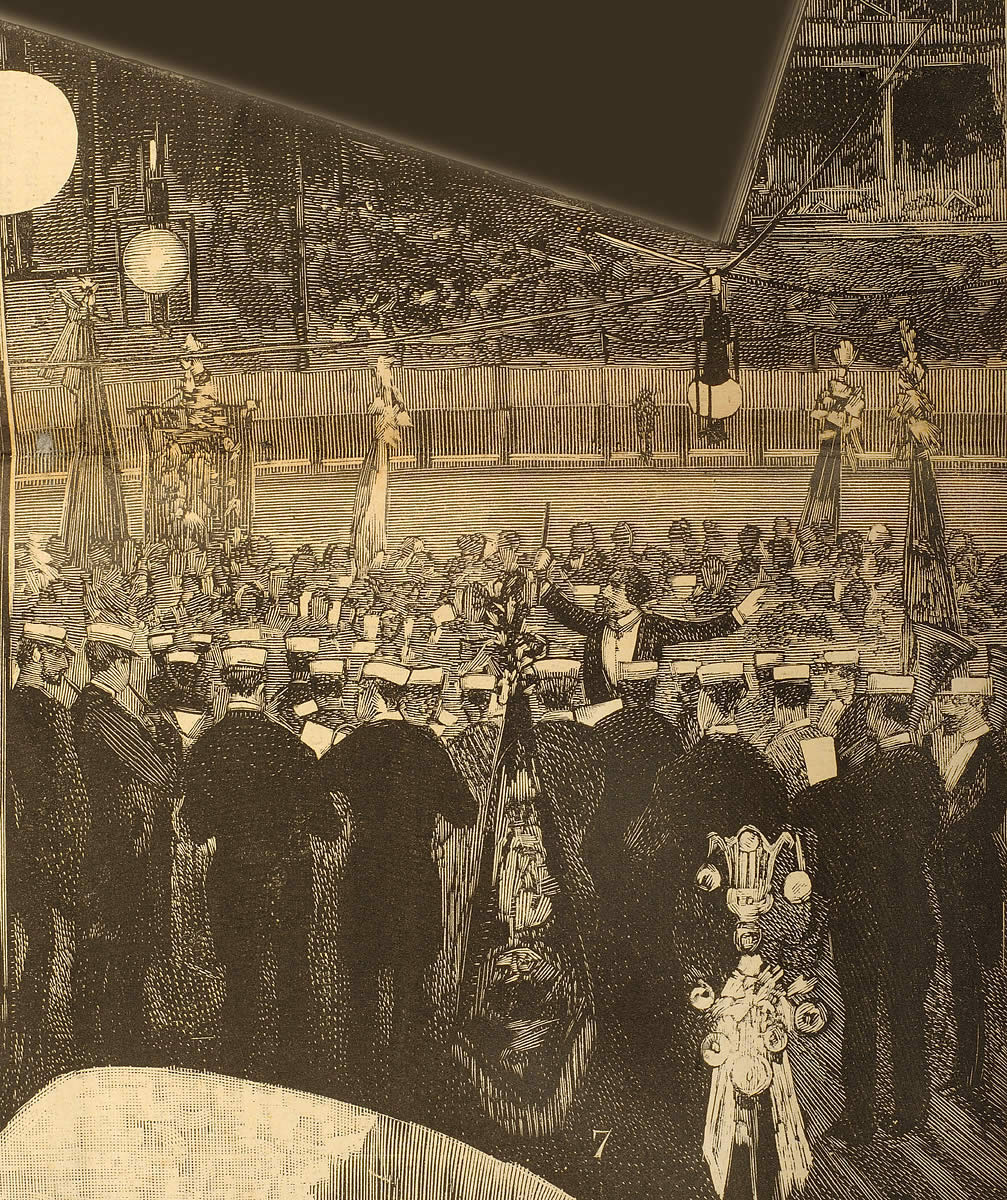
Les orphéons espagnols et français chantent ensemble aux fêtes de Saint Sébastien, le 29 août 1886.

Pour créer l'Orphéon, Wilhem s'est inspiré de l'exemple donné par les Allemands, comme le relève Oscar Comettant en 1867 :
L'Allemagne, en effet, est la mère de l'orphéon, et nos fêtes chorales ne sont que des imitations souvent heureuses de celles que nos voisins d'outre-Rhin ont inaugurées. Le relevé suivant nous en offre la preuve.
En 1826, il a été donné deux fêtes orphéoniques en Allemagne ; en 1827, deux ; en 1828, deux ; en 1829, deux ; en 1831, trois ; en 1832, quatre ; en 1833, six ; en 1834, onze ; en 1835, treize ; en 1836, treize ; en 1837, dix-sept ; en 1838, onze ; en 1839, vingt-trois ; en 1840, dix-neuf ; en 1841, dix-huit ; en 1842, vingt ; en 1843, trente ; en 1844, trente-six ; en 1845, quarante-sept ; en 1846, soixante-quatorze ; ce qui forme un total de 355 réunions musicales de chœurs d'hommes en vingt ans.
En 1861, un orphéon venu du Grand-Duché du Luxembourg, la section chant de la Société de Gymnastique, participe à l'exposition universelle de Metz et obtient un deuxième prix. Cet orphéon est dirigé par Jean Antoine Zinnen, francophile, directeur du Conservatoire de Luxembourg. Il sera l'auteur, en 1864, de la musique de l'hymne Ons Heemecht (Notre Patrie), devenu en 1895 l'hymne national luxembourgeois.
En 1877-1878 existe une Société Orphéonique du Séminaire de Québec.
En 1881, au Pérou, est fondé au sein de la colonie française de la ville un Orphéon français de Lima. En 1905, il existe toujours, et donne le 20 mai le soixantième concert depuis sa fondation.
Des orphéons sont également créés en Espagne. Les 29 et 30 août 1886, aux fêtes de Saint Sébastien a lieu un grand concours international d’orphéons, fanfares et musiques.
Est présent l'illustre orphéoniste Laurent de Rillé dont la liste de décorations reçues reflète la notoriété internationale que lui a assuré sa participation au mouvement orphéonique :
Officier de la Légion d'honneur et de l'Instruction publique, Membre des Ordres d'Isabelle la Catholique, de Charles III d'Espagne, des Saints Maurice et Lazare, de la Couronne d'Italie, du Mérite du Luxembourg, de François-Joseph d'Autriche, de Saint-Olaf de Norvège, etc. etc.
À l'occasion de ce rassemblement, rapporte La Ilustración Española y Americana (L'illustration espagnole et américaine), on assiste à l'exécution de l’hymne de la patrie par tous les orphéons, placés sous la direction du maître Laurent de Rillé :
... l’hymne national fut joué lors du festival du 29 au soir par tous les orphéons français et espagnols, accompagnés par les musiques de Bordeaux, sous la direction de l’illustre maître Arban.
En 1901-1903, dans la ville de Lobos, dans la province de Buenos Aires, en Argentine, est attestée l'existence d'un orphéon : l'Orfeón Lobense.

## Répertoire des orphéons français

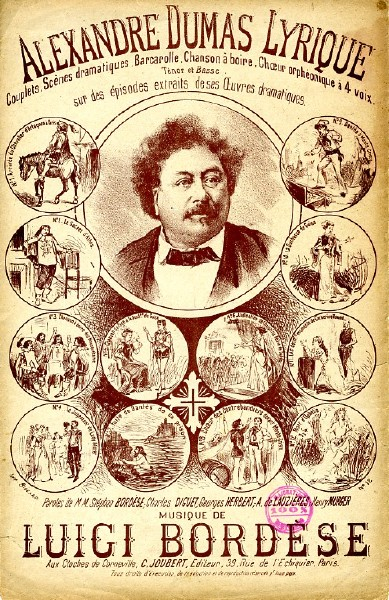
Partition pour un Chœur orphéonique à quatre voix..

Dans ce répertoire on trouve des œuvres classiques, comme le rapporte en 1859 Jules Mahias annonçant dans La Presse le premier rassemblement national des orphéons à Paris :
Douze chœurs d'ensemble seront exécutés par les six mille voix. Parmi ces chœurs, on distingue le septuor des Huguenots (opéra de Meyerbeer, 1836).
Ces œuvres classiques peuvent être adaptées pour les orphéons. Ceux-ci interprètent également des compositions créées par des compositeurs spécialement pour eux, comme le Grand Chêne de J. Monestier. Une place à part est occupée ici par Laurent de Rillé. Au long d'une carrière orphéonique qui a duré plus de cinquante ans, il a composé plus de 300 chœurs. Il est également l'auteur de l'ouvrage intitulé Du chant choral, ou moyen de créer des institutions orphéoniques.
Les orphéons chantent aussi des chansons. Ainsi, au banquet de la Sainte Cécile, patronne des musiciens, organisé le 3 décembre 1864 par l'Orphéon des Enfants d'Aubervilliers, composé de maraîchers et dirigé par Cantarel, élève de Wilhem, sont chantées trois chansons créées pour la circonstance. Les refrains sont bissés par l'auditoire, à l'identique de ce qui est habituel dans les goguettes.
Les orphéons utilisent également des partitions de chansons adaptées pour chant choral. En 1841, on trouve dans le catalogue des éditions Garnier frères à Paris dix chœurs, par Laurent de Rillé, sur des chansons de Béranger : L’Orphéon — Les Hirondelles — Brennus. — Trinquons — Le Commencement du voyage — Le Chant du Cosaque — Les Champs — Le Vieux drapeau — Le Roi d'Yvetot —La Sainte alliance des peuples.
Un recueil de chansons publié en 1864 s'intitule L'Orphéon populaire : almanach chantant, avec musique. Son titre suggère que son contenu était chanté en chœur.
Ambroise Thomas a composé pour les orphéons une Marche des Orphéons.
L'étude et l'analyse du répertoire des orphéons est rendue difficile par la destruction volontaire de pratiquement toute la documentation produite par ceux-ci.

## Les Orphéons et l'argent

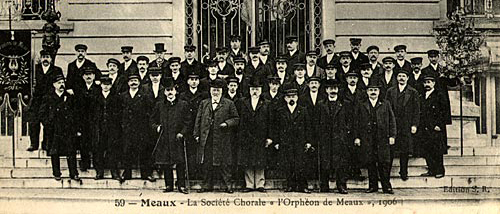
La Société Chorale française « l'Orphéon de Meaux » en 1906, fondée en 1850 et toujours active en 1913.

Fait très important à rappeler, en France, au XIXe siècle, les nombreux orphéons, tout comme les nombreuses fanfares, composés d'amateurs, disposent d'un encadrement bénévole, comme le relève Ernest Reyer en 1879 :
Les directeurs d'orphéons et de fanfares remplissent des fonctions purement gratuites, et leur mission est toute de dévouement.
Les orphéons assument eux-mêmes leurs frais de déplacement. En témoigne en 1895 un modèle de règlement de concours orphéonique proposé par un guide :
31. — Les Sociétés qui désireraient assurer, à l'avance, leur nourriture et leur logement, pourront en aviser le Comité d'organisation (secrétariat général) ; qui se fera un devoir de leur communiquer tous les renseignements utiles pour leur permettre d'entrer en relations directes avec les maîtres d'hôtels, logeurs et restaurateurs.
Le même guide met en garde contre les récompenses en argent trop généreuses proposées aux concours d'orphéons, harmonies, fanfares :
- c'est une erreur de croire que les grosses primes attirent les grandes Sociétés, elles les éloignent plutôt. Car dès que l'on sait que telle Harmonie ou telle Fanfare dont on connaît la valeur réelle — ou d'emprunt — s'est fait inscrire, les autres s'abstiennent ou font faux bond au dernier moment, ne voulant pas s'exposer à un échec presque certain ;
- les primes en espèces — qui ruinent les Comités et les obligent parfois à lésiner sur les autres dépenses — ont donc pour effet d'appeler une Société et de renvoyer toutes les autres du même groupe. Neuf fois sur dix c'est ainsi que cela se pratique, du moins, et ce résultat n'est pas pour plaider en faveur de ces sortes de récompenses qui ont, en outre, le triste privilège de déprécier l'Institution orphéonique en mêlant à l'art une misérable question de gros sous.

## Bannières et hymnes d'orphéons

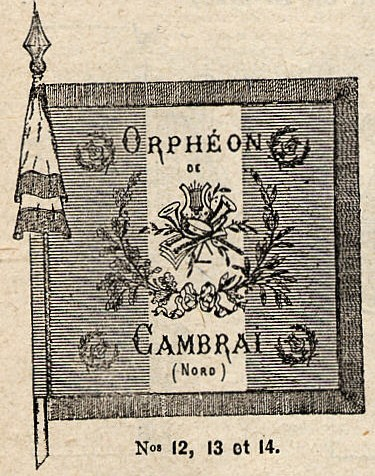
Bannière de l'Orphéon de Cambrai en 1911.

Les orphéons sont dotés d'une bannière, à laquelle les orphéonistes accordent une grande importance, comme cela ressort d'un portrait du communard Babick fait par Edmond Lepelletier en 1911. En le décrivant, il écrit : « Il allait, majestueux, comme le porteur d'une bannière d'orphéon. »
En octobre 1924, l'Amicale Orphéonique d'Orgueil se dote d'un chant à la gloire d'Orgueil et son école : le Chant de l'Amicale, paroles de Rigal, musique de L. Py. Il est considéré comme le chant du village. Probablement d'autres orphéons se sont eux aussi dotés d'un hymne.

## Autres aspects des Orphéons
En 1895, une publication spécialisée précise que « les Comités (d'organisation des concours d'orphéons) s'adressent presque toujours, en cette occurrence, à des Maisons spéciales de Paris, qui ont l'habitude d'organiser les concours orphéoniques et se chargent de tout ce qui s'y rapporte. Comme c'est encore le moyen le plus simple, le plus sûr et le plus rapide pour que tout marche bien nous ne pouvons qu'engager les Comités à continuer de s'entendre avec ces Maisons ».
Il s'agit de Deplaix, au journal L'Orphéon, De Vos, à La Nouvelle France Chorale et Lory, à L'Écho des Orphéons.
Pour les jurys des concours, existe jadis une Association des jurés orphéoniques. On voit, le 27 mai 1906, le concours de Chartrettes placé sous son patronage.

## Histoire des orphéons

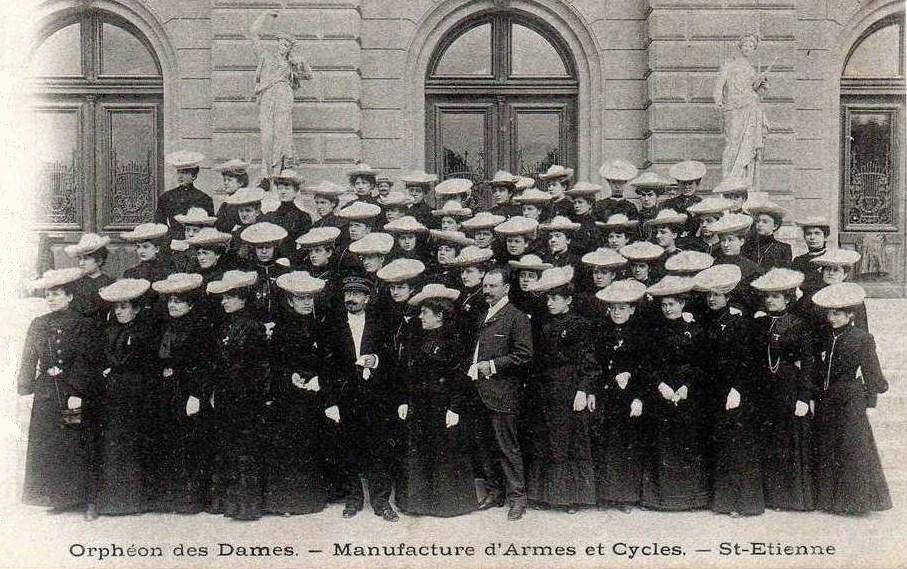
L'Orphéon des Dames de la Manufacture d'Armes et Cycles de Saint-Étienne vers 1900.

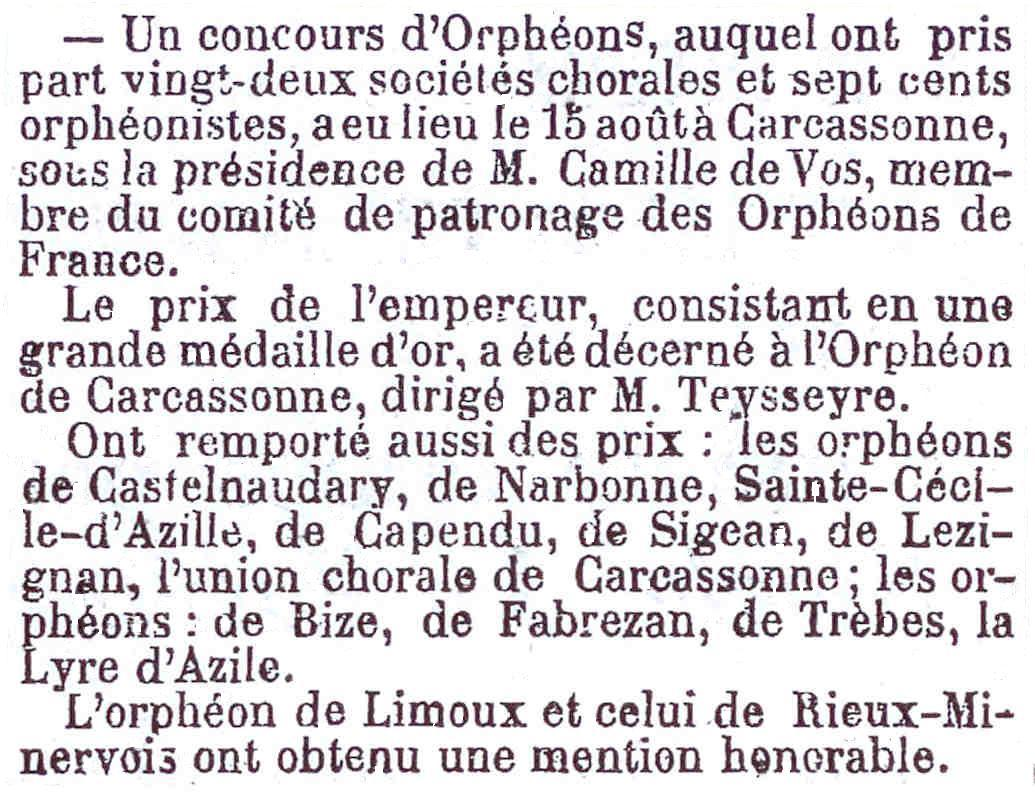
Un concours d'orphéons à Carcassonne en 1861.

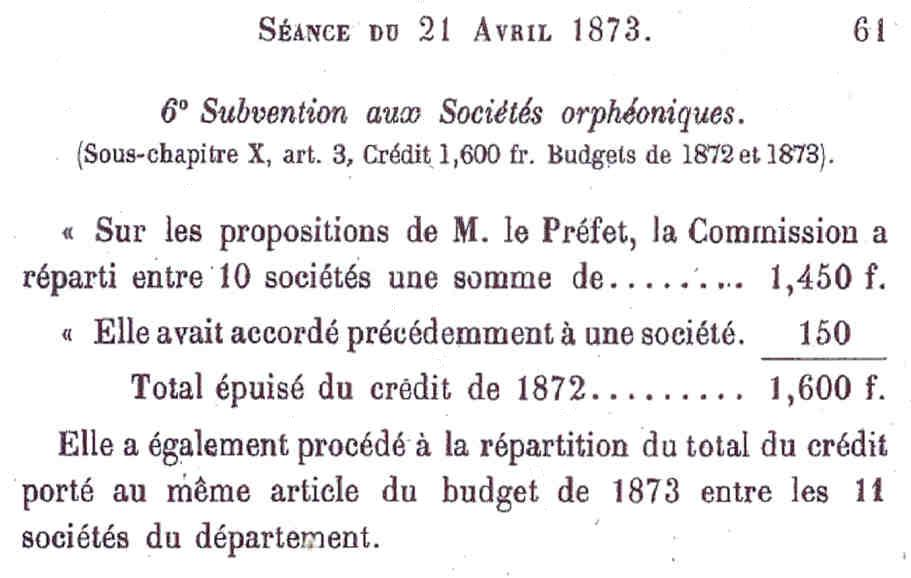
Relevé des subventions aux orphéons dans la Mayenne en 1873.

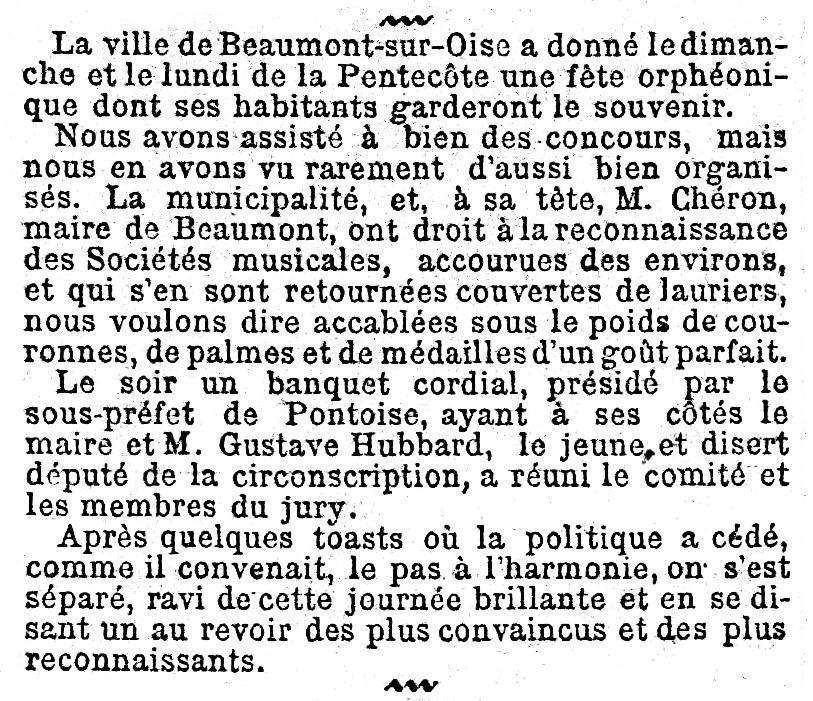
Un concours d'orphéons à Beaumont-sur-Oise en mai 1891.

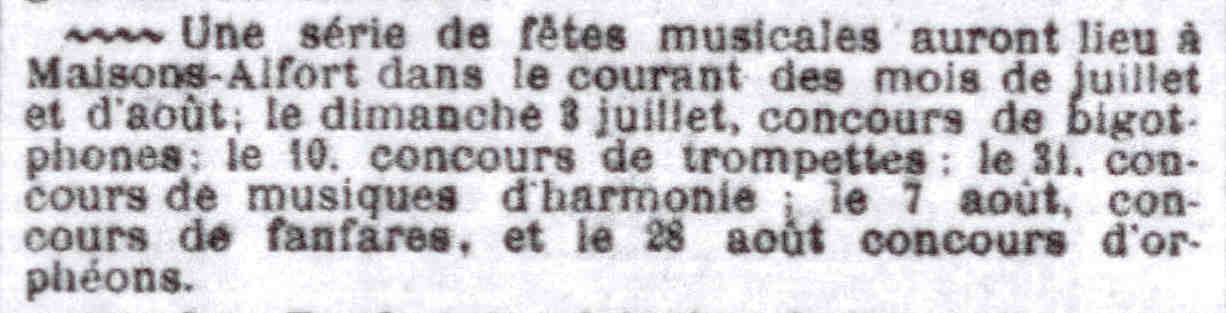
Extrait du Courrier Orphéonique rubrique du journal Le Petit Parisien, 21 juin 1892.

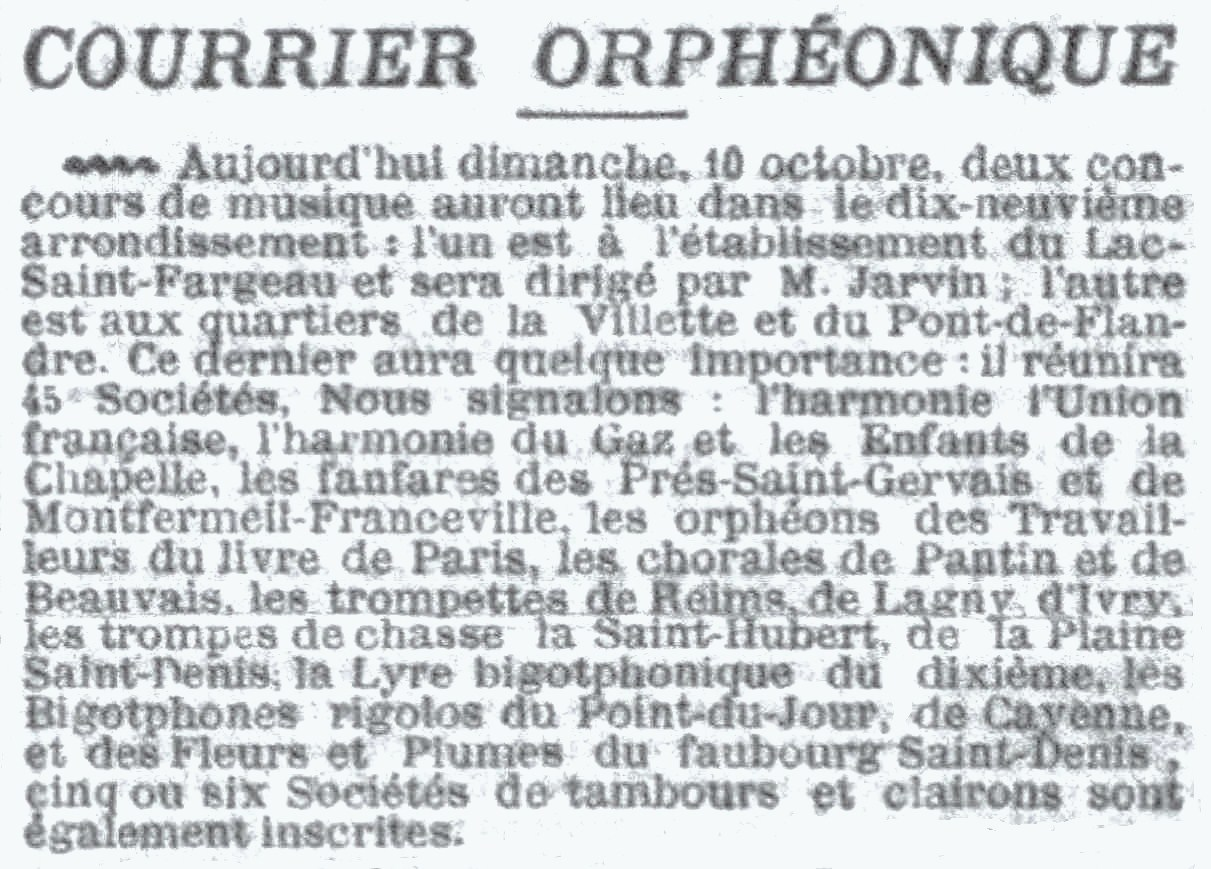
Deux concours de musique à Paris en 1897 avec orphéons, fanfares, harmonies, trompettes, bigophones.

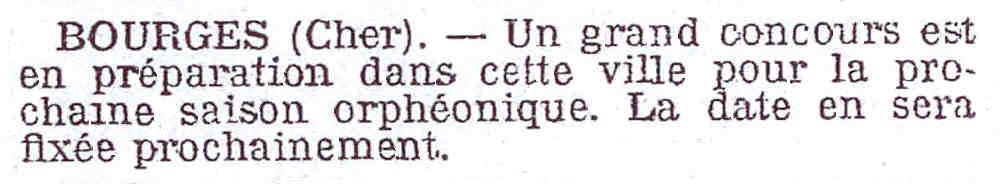
La Presse, 7 janvier 1908.

### 1790-1818: chœurs d'églises et goguettes
En 1790, conséquence des événements politiques révolutionnaires, survient en France une catastrophe sans précédent dans le domaine choral : du fait de la suppression des chapitres ecclésiastiques et de la saisie des biens de l'Église, disparaissent les innombrables et multiséculaires maîtrises, généralement composées d'un noyau d'une douzaine de choristes professionnels exerçant quotidiennement (les chantres adultes) et de six à huit enfants nécessaires pour chanter la partie aiguë (et quelquefois plus). Tous étaient de sexe masculin. C'est dans ces ancêtres des conservatoires qu'ont été formés la presque totalité des chanteurs professionnels français, ainsi que la plupart des compositeurs et beaucoup d'instrumentistes. Ils exerçaient dans le domaine religieux tout autant que dans le domaine profane (en ville, dans leurs métiers d'interprètes et d'enseignants). Des artistes populaires, comme le célèbre chanteur de rues parisien Aubert (1769 – 1857) y avaient également été formés.
Cette époque où une masse de chanteurs issus des maîtrises est jetée sur le pavé voit aussi des airs religieux réutilisés comme pont-neufs, ou vaudevilles (« voix-de-ville »). C'est en fait un procédé très ancien selon lequel on adapte des paroles nouvelles sur un air préexistant. La plupart du temps, aucune idée de caricature n'est liée à cette façon de faire, largement répandue et qui peut amener des développements importants (au XVIe siècle, on pouvait composer une messe, à l'écriture contrapuntique très élaborée, à partir d'un air connu ou d'une chanson polyphonique, et donc d'un matériau aussi bien populaire que savant, monodique que polyphonique). Dans le domaine profane, nombre d'airs traditionnels reprennent des motifs musicaux (d'origine liturgique ou autre), appropriation qui les rend souvent, là aussi, plus ou moins méconnaissables. Et comme nous sommes en ville à la fin du XVIIIe siècle et que les chansons du Caveau ne sont pas loin, cela va prendre un aspect particulier. Dans la biographie d'Aubert, par exemple, il est question d'un cantique purement et simplement réemployé pour une chanson paillarde :
Une voix criarde, au son nasillard et soutenue par un violon qui grinçait sous l'archet, frappa son oreille ; il écouta, et, sur l'air d'un cantique à la Vierge qu'il avait chanté bien souvent, il entendit une chanson dont les paroles firent monter la rougeur jusqu'à son front.
Dans les années qui suivent la suppression des maîtrises commence le développement du mouvement des goguettes, groupes chantants indépendants. En 1806, au Prytanée de Saint-Cyr le jeune professeur Guillaume-Louis Bocquillon, qui adoptera la même année le pseudonyme de Wilhem, commence à enseigner le chant à ses élèves avec sa méthode d'enseignement simultané. Celle-ci, développée et perfectionnée, prendra par la suite le nom de méthode Wilhem. Elle sera célèbre et propagée par et dans les orphéons. En 1810, dix organistes parisiens, dont Jean-Nicolas Marrigues, Guillaume Lasceux, Lefébure-Wely, Gervais-François Couperin et Nicolas Séjan adressent une requête au Ministre des Cultes Bigot de Préameneu s'inquiétant du recul de la musique d'église à la suite des événements politiques révolutionnaires. Cinq ans plus tard, durant les Cent-Jours, les choses paraissent bouger du côté de l'État. Ministre de l'Intérieur du 20 mars au 22 juin 1815, Lazare Carnot, favorable à l'enseignement mutuel des écoles populaires, où les meilleurs élèves encadrent les autres, établit celui-ci en France. Il souhaite y introduire la musique. Dans cette intention, il rencontre plusieurs fois Alexandre Choron, qui réunit un certain nombre d'enfants et leur fait exécuter en sa présence plusieurs morceaux appris en fort peu de leçons. Carnot connait Wilhem depuis dix ans. Il entrevoit aussi la possibilité d'introduire, par lui, le chant dans les écoles, et tous deux visitent ensemble celle de la rue Saint-Jean-de-Beauvais, ouverte à Paris à trois cents enfants. Le projet avec Choron avorte après la fin du pouvoir napoléonien après la bataille de Waterloo. Puis rebondit à échelle limitée l'année d'après. En 1816, dans le but de rétablir la musique religieuse, Choron crée à Paris une institution privée : l'École royale et spéciale de chant. Le régime encourage par ses subventions le grand succès de cet établissement situé 69 rue de Vaugirard, qui prend finalement le nom d'Institution royale de musique classique et religieuse. Ses élèves, groupés en chorale renommée, se font entendre partout en France, à Paris, à l’église Notre-Dame-de-Lorette et à la chapelle de la Sorbonne, à Autun, Montauban, Moulins, Nevers, Rennes, Tours, Tulle, etc. Les subventions dépendent directement du département des Beaux-Arts de la Maison du roi.
En novembre 1818, l'évacuation de la France par les armées d'occupation alliées ennemies de Napoléon Ier s'achève et se termine également ainsi la très longue période de guerres que connaît la France depuis plus de vingt-cinq ans. Le chant choral commence à être enseigné dans les municipalités françaises et les goguettes se multiplient par centaines.

### Naissance de l'Orphéon
À Paris, en 1819, grâce à la recommandation de son ami Béranger, Wilhem a la possibilité de mettre en application sa méthode d'enseignement du chant choral dans l'école gratuite de la rue Saint-Jean-de-Beauvais. Durant la période 1819-1835, il étend cette pratique à onze autres écoles. Et commence, à partir de 1829, à rassembler régulièrement les élèves des différentes écoles pour les faire chanter ensemble. Le 7 octobre 1833, dans une école située 7 impasse Pecquay à Paris, il tient la première réunion mensuelle d'une société chorale déclarée qu'il baptise en hommage au poète et musicien de la mythologie grecque Orphée : l'Orphéon. Cette initiative remporte un grand succès.

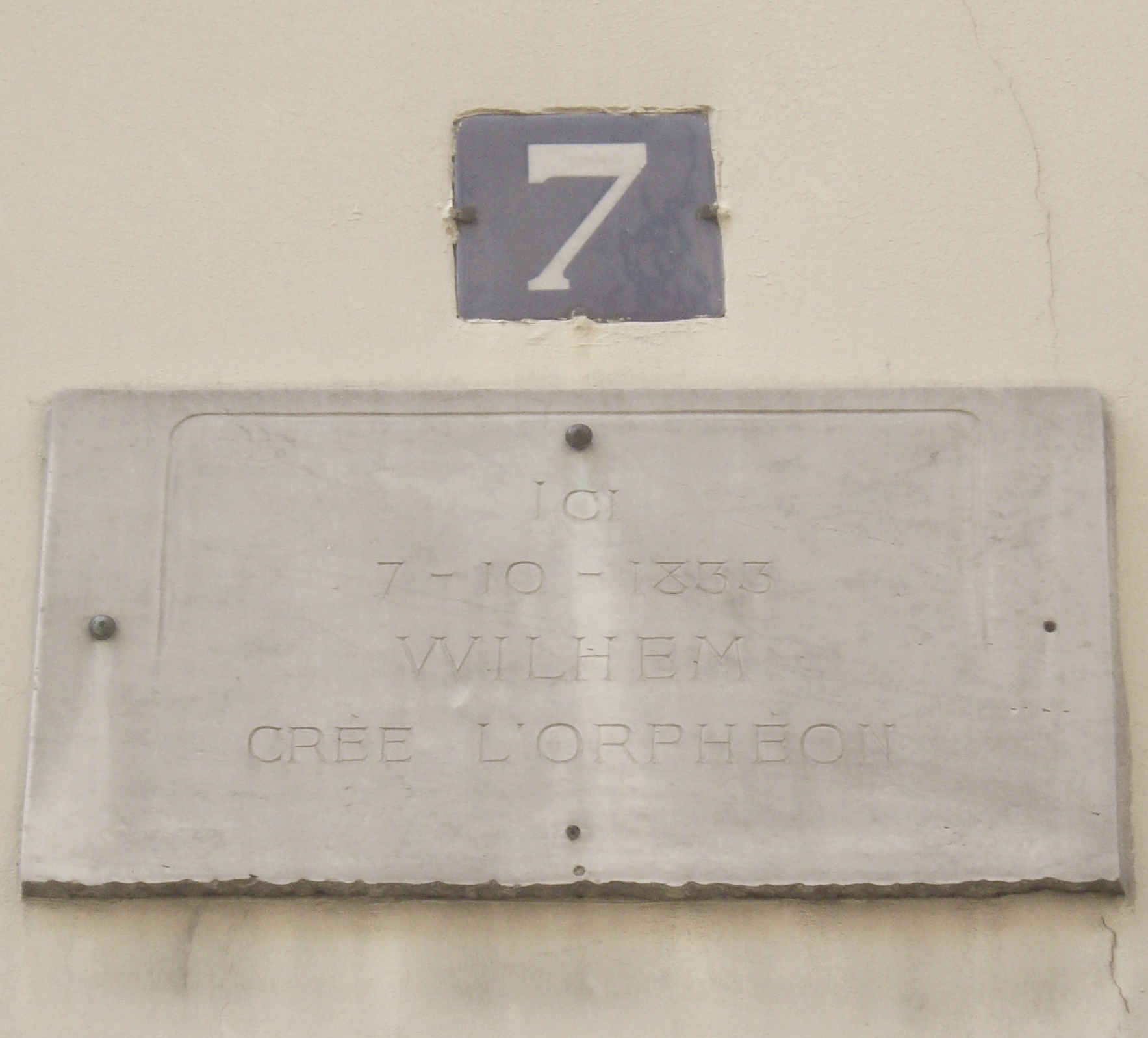
Plaque commémorative sur l'immeuble 7 impasse Pecquay (Paris).

Une plaque commémorative ancienne sur l'immeuble 7 impasse Pecquay, devenu depuis une rue, rappelle cet événement, il y est écrit : « Ici, le 7 octobre 1833, Wilhem crée l'Orphéon ».
Le renouveau (et la profonde transformation) du chant choral en France, après la disparition des maîtrises d'églises, paraît dans l'air du temps. Indépendamment de Wilhem, on voit, au début des années 1830, naître la société chorale parisienne des Céciliens et la chorale du Conservatoire de Bagnères-de-Bigorre, fondée par le poète et compositeur, parisien et pyrénéen d'adoption, Alfred Roland. Les premières Sociétés chorales qui se créent à Paris sont les Céciliens (en 1831), les Montagnards (en 1836), la Société des chœurs, la Société Wilhemienne, etc. Les Céciliens ont pour chef Charles Sellier, ouvrier monteur en bronze, qui ne sait ni lire ni écrire, mais est doué d'une mémoire exceptionnelle et d'une organisation musicale rare. Souvent, après le travail, les Céciliens, qui sont tous des artisans, s'assemblent et, à un signal de leur chef, se mettent en marche à travers rues et boulevards en chantant des airs patriotiques. On fait fête à ces musiciens de la rue. D'autres Sociétés que cet exemple avait séduites s'étant formées, Sellier a l'idée de les rassembler afin de donner à la Ville de Paris une aubade formidable. Cinq cents chanteurs répondent à son appel et se réunissent place Royale. Le gigantesque concert obtient un succès prodigieux et c'est au milieu des applaudissements et des vivats que les orphéonistes prennent congé de leurs auditeurs émerveillés.
En 1898, Jean Frollo, qui évoque ces souvenirs dans Le Petit Parisien ajoute : « Ils étaient la gaieté de Paris, ces libres chanteurs qui se réunissaient pour faire la conduite aux camarades pris par la conscription ou qui animaient de leurs harmonieux refrains les fêtes du carnaval parisien. »
Après sa création, l'Orphéon de Paris se fait entendre pour la première fois dans la salle Saint-Jean, à l'Hôtel de Ville. Cherubini assiste à la séance. Il est venu d'assez mauvaise humeur, en maugréant qu'il a tort de se déranger « pour entendre des ponts-neufs braillés par des marmots et par des ignorants ». À l'écoute, il change bientôt d'avis et, à la fin de l'audition, il s'approche de Wilhem, qu'il connait, pour lui adresser cette apostrophe familière « Mon ami, tu ne feras pas fortune à ce métier mais tu fais une grande chose pour l'avenir et pour ton pays.
Béranger, qui suit avec intérêt les efforts de Wilhem dont il est l'ami, lui écrit à la même époque :

« Ta gloire est grande. Grâce à ton enseignement, la voix des travailleurs se perfectionne, se plie aux savants accords. Tu rends l'art familier, tu sanctifies l'atelier, tu purifies la guinguette. La musique épandant ses flots jusqu'en bas, nous verrons, ivres de son onde, les soldats, les laboureurs, les artisans. Ce concert, puisses-tu l'étendre au monde que les guerres divisent :

Les cœurs sont bien près de s'entendre
Quand les voix ont fraternisé. »

Avec la multiplication des sociétés chorales en France, « orphéon » devient un nom commun.

### Développement des orphéons

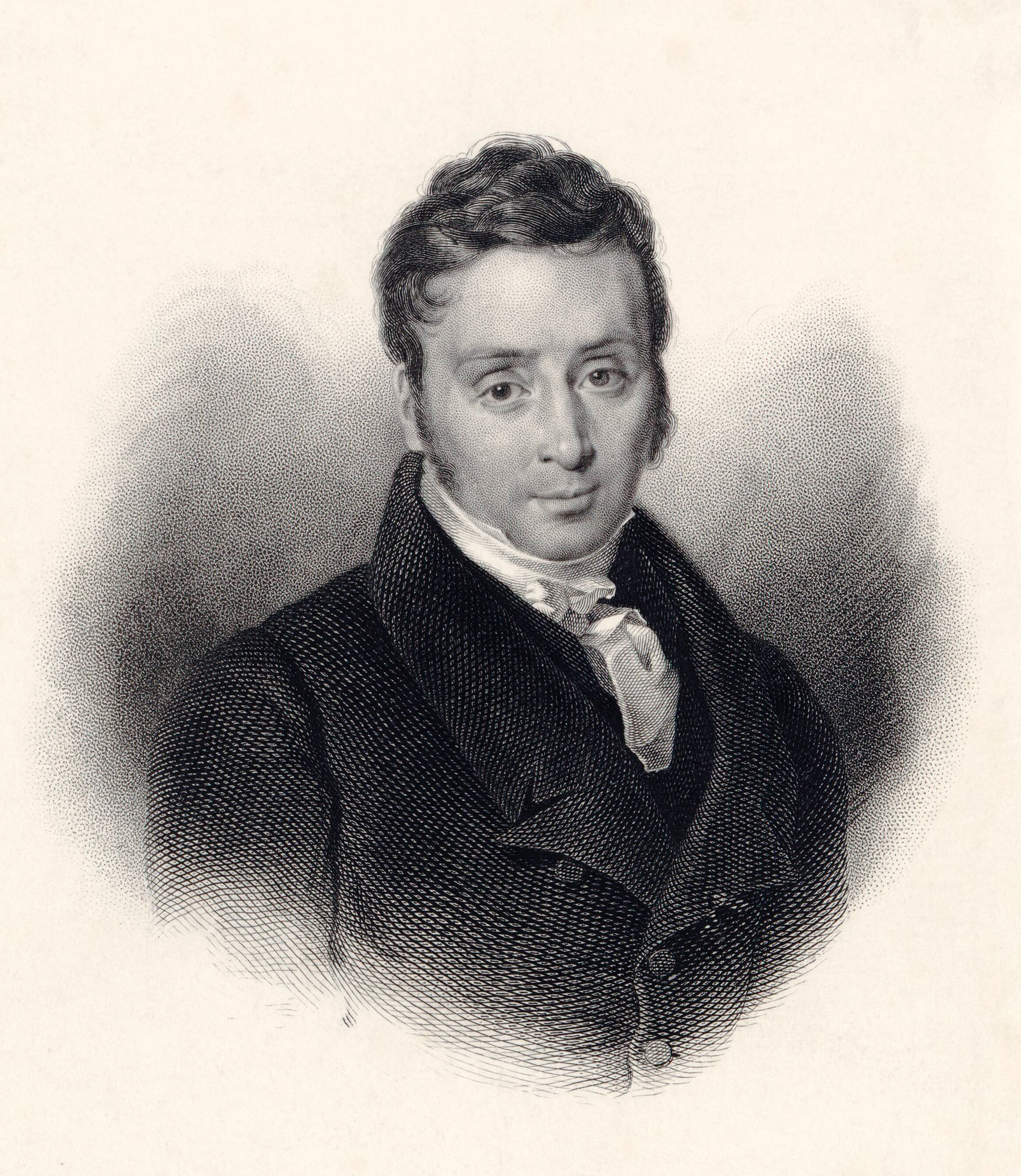
Wilhem.
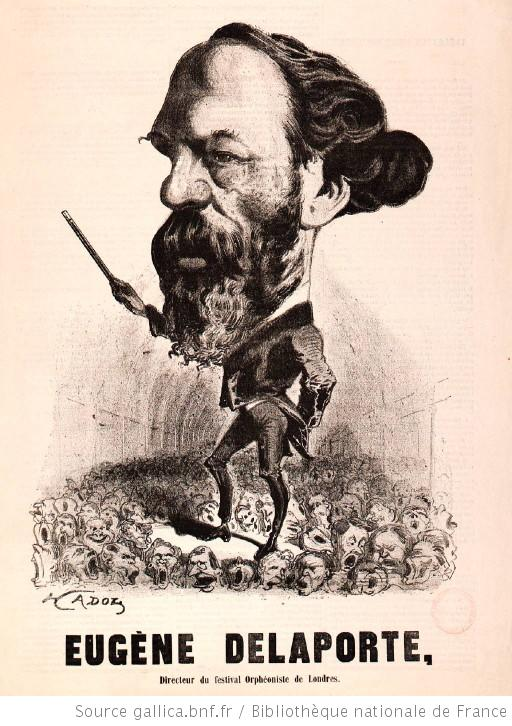
Eugène Delaporte.
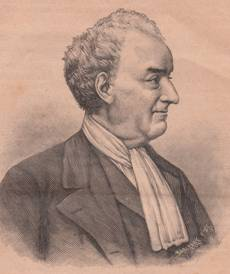
Alfred Roland[53].
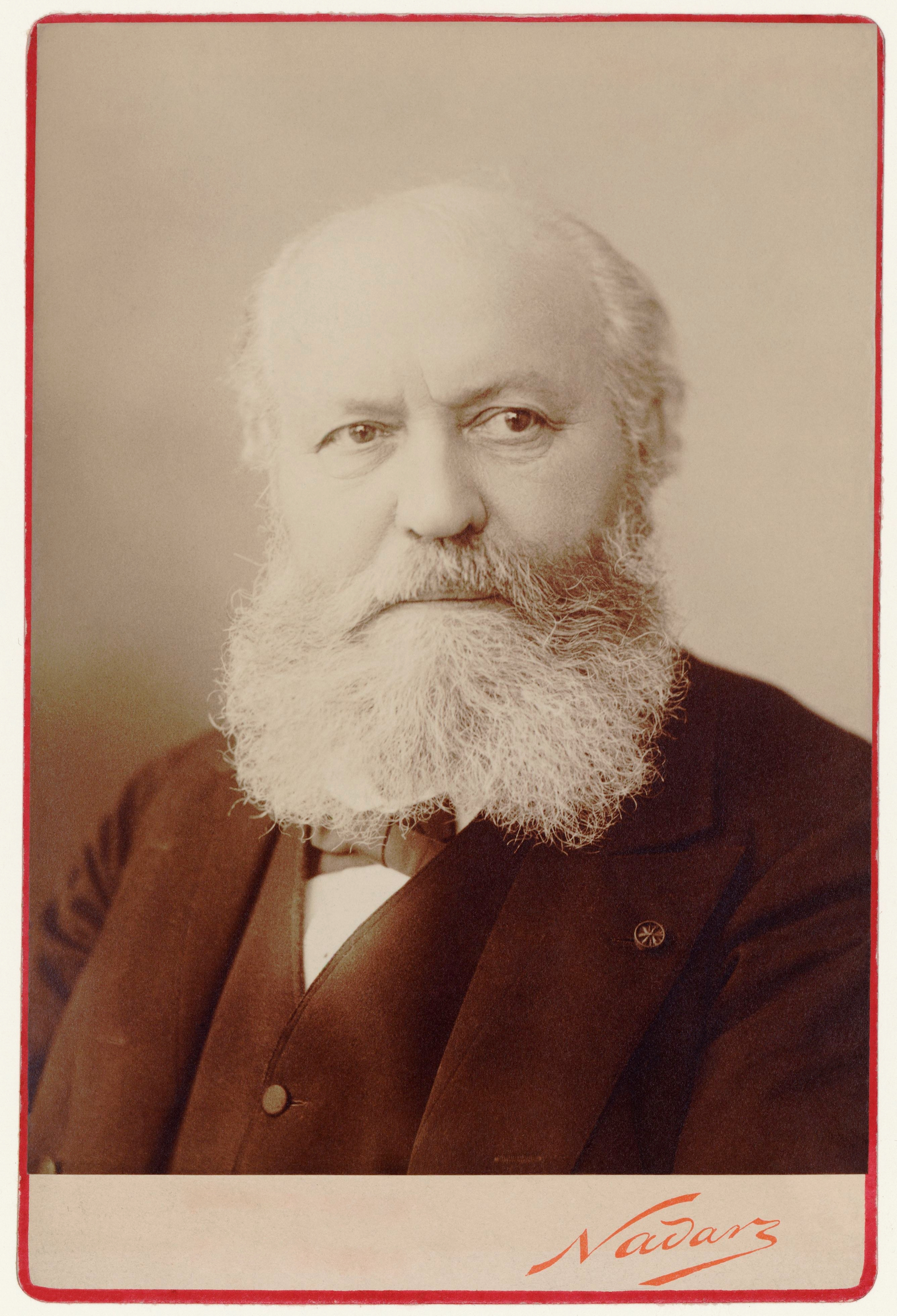
Charles Gounod.
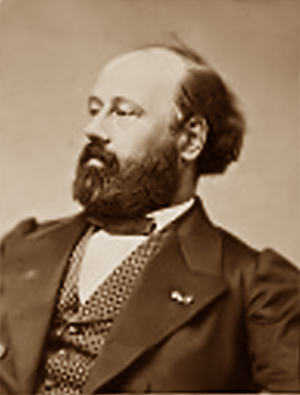
François Bazin.
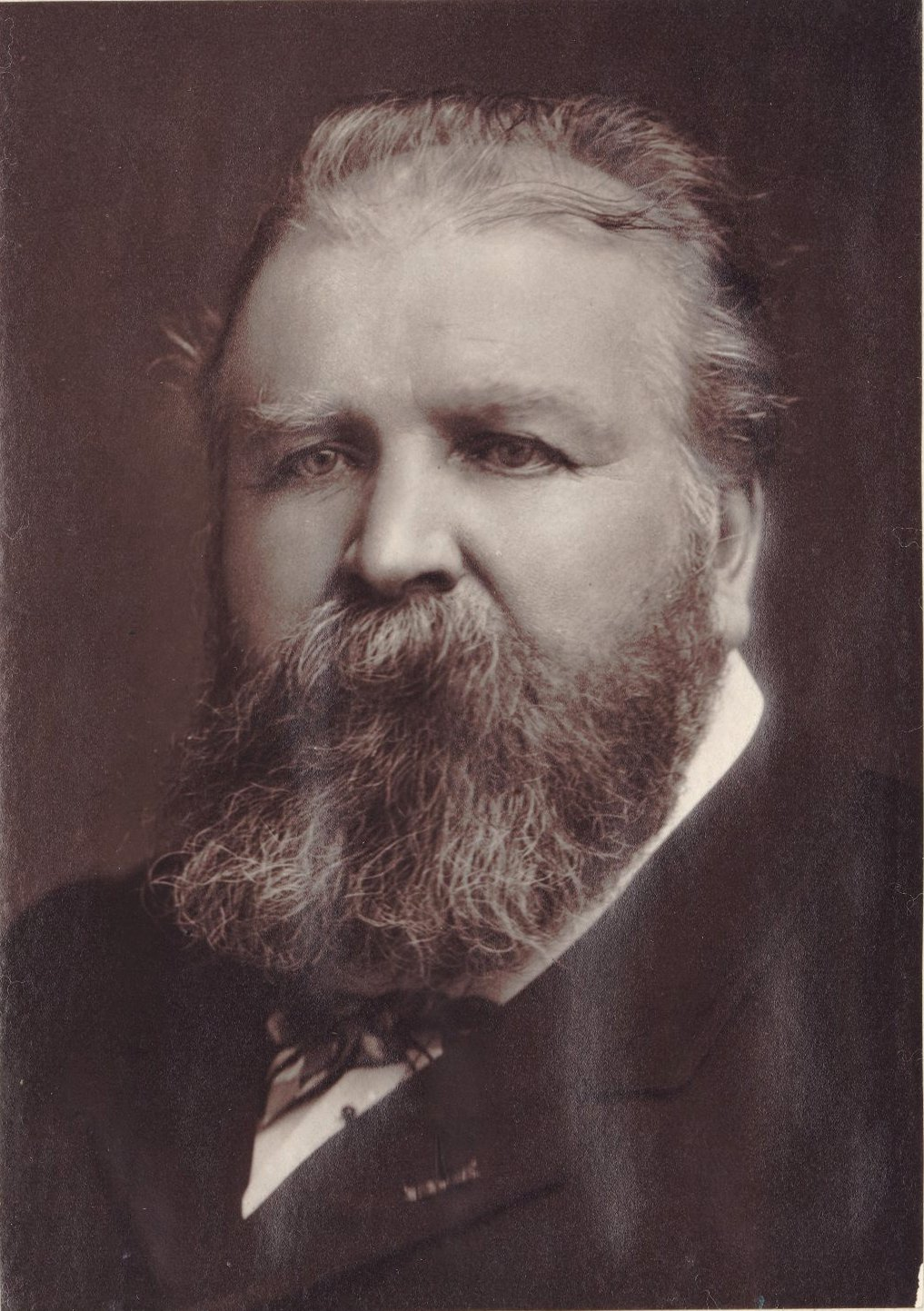
Jules Pasdeloup.
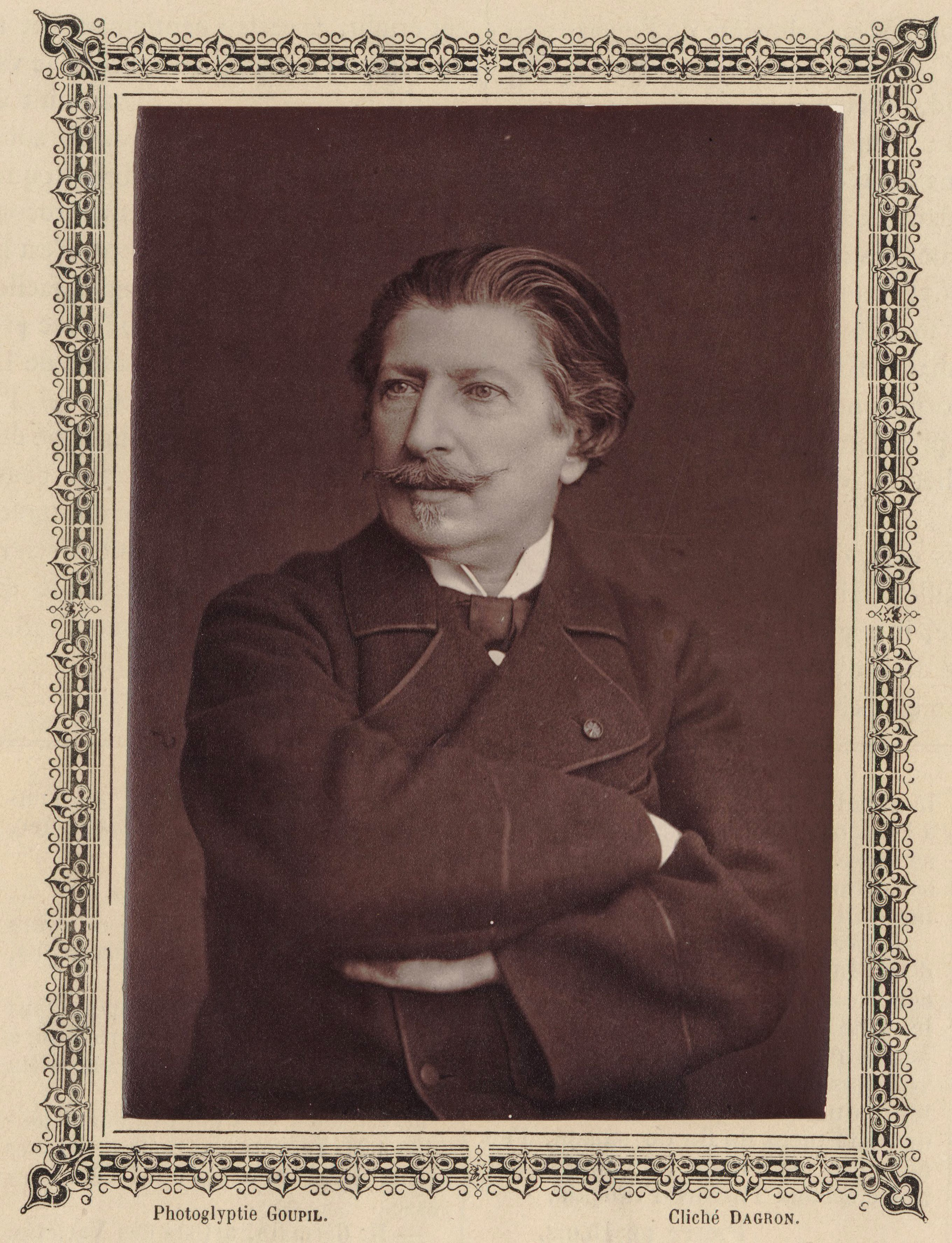
Laurent de Rillé[27].
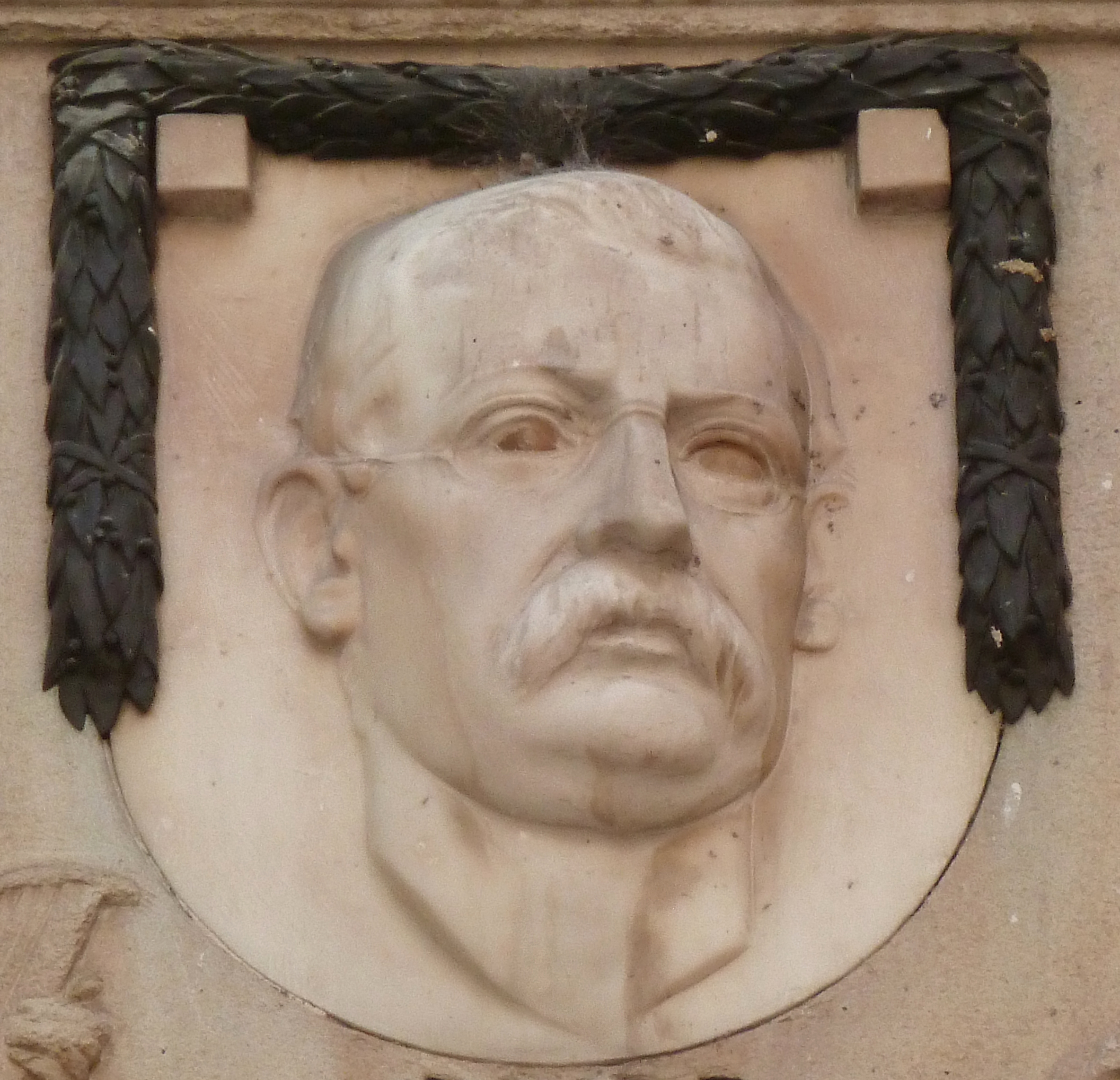
Josep Anselm Clavé i Camps.
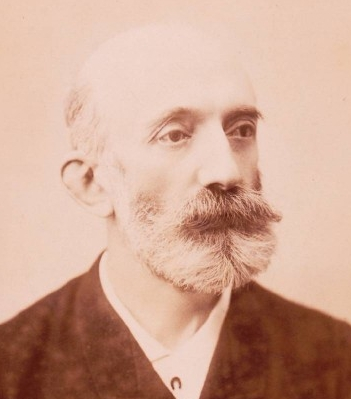
Adolphe Danhauser.
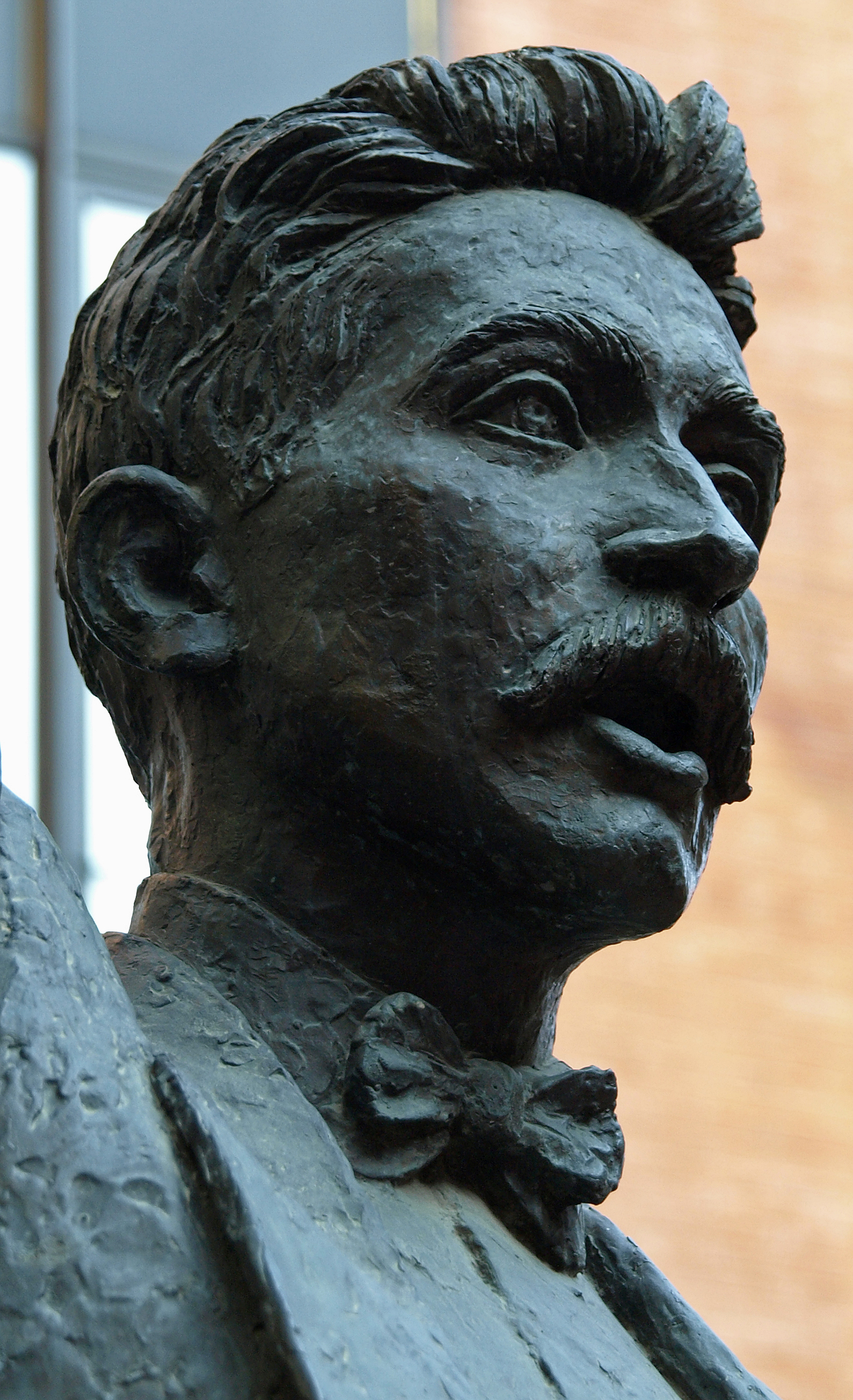
Lluís Millet i Pagès.
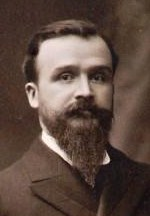
Auguste Chapuis.

En 1835 l'école créée par Alexandre Choron disparaît, victime de la réduction drastique puis de la suppression de ses subventions (du fait de la prise du pouvoir par le roi Louis-Philippe Ier, après la révolution de Juillet 1830). La même année le mouvement des associations chorales prend son essor.
En 1838, Alfred Roland et sa troupe des quarante Chanteurs montagnards quittent Bagnères-de-Bigorre pour Paris où un succès triomphal les attend. C'est le début d'une prodigieuse tournée de dix-sept ans qui les mènera en France et à l'étranger, jusqu'en Égypte, à Moscou et Constantinople.
En 1841, le célèbre chansonnier Béranger dédie à son ami Wilhem une chanson : L’Orphéon. Elle se termine par ce couplet :

« D’une œuvre et si longue et si rude

Auras-tu le prix mérité ?

Va, ne crains pas l’ingratitude,

Et ris-toi de la pauvreté.

Sur ta tombe, tu peux m’en croire,

Ceux dont tu charmes les douleurs

Offriront un jour à ta gloire

Des chants, des larmes et des fleurs. »

En 1842, Paris compte alors plus de 4 000 enfants et environ 1 200 adultes qui se livrent à l'étude de la musique et la pratique du chant choral. Wilhem meurt. Son élève et assistant Joseph Hubert lui succède à la présidence de l'Orphéon. Cependant qu'Eugène Delaporte se charge du développement des orphéons en province.
L'Illustration écrit en 1843 :

« Il y a eu dimanche dernier, dans la salle de la Sorbonne et sous la direction de M. Hubert, le digne successeur de Wilhem, une séance solennelle de l'Orphéon. Il y avait la six cents, sept cents exécutants peut-être, inspirés par le même souffle et animés du même esprit. Un chœur de Berton, un hymne de Gossec, deux marches instrumentales de Mozart et de Cherubini, disposées en vocalise, et plusieurs morceaux écrits par Wilhem, y ont été exécutés avec une exactitude, une précision, et surtout une délicatesse de nuances qu'on chercherait en vain dans nos établissements musicaux les plus richement dotés par le gouvernement ou par le public, au Théâtre-Italien, par exemple, ou à l'Académie Royale de Musique. Là, cependant, il n'y a pas d'orchestre qui guide les chanteurs et soutienne leurs intonations;. On n'y emploie aucun autre aide instrumental que le diapason, qui détermine le point de départ. Mais combien la voix humaine toute seule, avec les effets qui lui sont propres, avec ses vibrations pleines et douces, avec son harmonie calme et solennelle, est plus puissante que tout cet attirail instrumental qui encombre nos théâtres ! Comme elle pénètre ! comme elle remue ! De quel repos délicieux elle fait jouir les oreilles, et quel bien elle fait à l'âme ! »

« Une seconde séance aura lieu demain, 2 avril, et le meilleur conseil que nous puissions donner à nos lecteurs, c'est de ne rien négliger pour y être admis. »

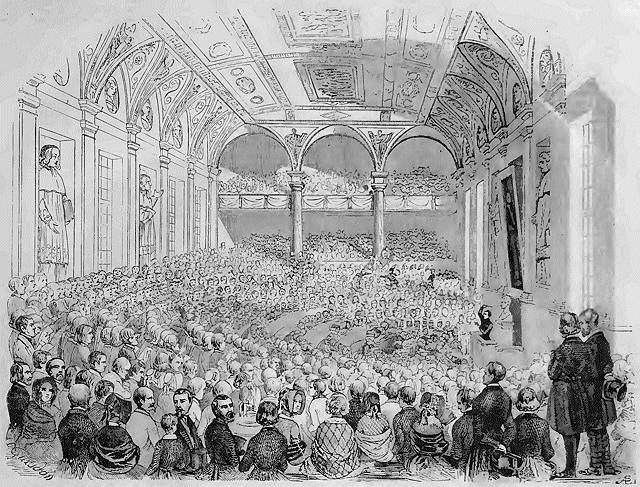
Séance solennelle de l'Orphéon à la Sorbonne le 25 mars 1843.

En 1843, création à Lyon d'un orphéon militaire et d'un cours choral en musique chiffrée par Émile Chevé. Une information de la même année nous apprend que la très réputée société chorale parisienne les Céciliens existe toujours. Son lieu de réunion est chez Choisillon, marchand de vin, rue du Petit-Thouars.
En 1847, l'Orphéon compte 1 500 choristes, organisés en « divisions. Le journal La Presse apprécie très positivement sa qualité vocale :
Nous avons entendu d'abord un morceau de chant qu'ont exécuté les ouvriers, élevés de M. Perrey, et nous y avons remarqué cet ensemble, cette précision qui ont fait aux réunions de l'Orphéon, et à leur modeste et regrettable fondateur, Wilhem, une renommée si élevée et si populaire en même temps.
Le 27 février 1848, a lieu le transfert solennel des corps des victimes de la révolution de février 1848 dans la crypte de la Colonne de Juillet. Émile de La Bédollière rapporte que, au milieu du cortège marchent, dans un ordre parfait, les orphéonistes chantant la Marseillaise et le Chant du départ. Cette troupe se compose des Enfants de Paris, dirigés par M. Philippe, et de l'Union chorale, conduite par MM. Lévi et Coulon.
En 1849 a lieu le premier festival chantant organisé par Eugène Delaporte. Il regroupe en tout neuf sociétés chorales. Ce sont des débuts très modestes. Ils résultant des efforts acharnés de son organisateur :
Il eut lieu à Troyes (le premier festival chantant), et aux prix de quels efforts ! Delaporte, en missionnaire de l'art, parcourut à pied le département de l'Yonne, celui de l'Aube, pour passer dans ceux de Seine-et-Marne et de la Marne. Il prêcha la croisade chorale et réunit 200 orphéonistes, tout ce qu'il était possible de réunir.
Encouragé par ce premier succès, il put, dans la même année, organiser un second festival à Sens. Il lui fallut payer les frais de voyage des troubadours enrôlés. C'est dur, quand comme M. Delaporte, on n'avait pas les moyens de voyager soi-même.

### La grande fête internationale d'Asnières, le 25 août 1850
Le 25 août 1850, une grande fête internationale, organisée par les Associations du baron Taylor, convoque au parc du château d'Asnières, près de Paris, les meilleures parmi les sociétés déjà réputées. On y voit figurer avec éclat les Enfants de Paris, dont Devin vient de prendre la direction, Philipps ayant démissionné ; les Enfants de Lutèce, les Orphéonistes de Caen, Rouen, Troyes, Auxerre, Beauvais, Saint-Florentin, Orléans, Melun, Montargis, Sens, Tonnerre et Arcis-sur-Aube. Presque toutes ces dernières sociétés font là leur début, ayant été créées au cours de l'année ou des deux précédentes.
En cette circonstance, elles goûtent fructueusement l'exemple que leur apportent les sociétés étrangères invitées à participer à la fête, dont les noms suivent et dont la réputation est déjà grande alors en Belgique : les Mélomanes de Gand, la Société royale Méhul de Bruxelles, la Société Rolland de Lattre de Mons, la Société Orphée de Liège, etc., etc.
Outre un programme artistique très attrayant, défrayé par les célébrités de l'époque, la partie chorale comprend : le Chœur des garde-chasses du Songe d'une nuit d'été, d'Ambroise Thomas, le Retour au pays, de Panseron, le Commencement du voyage, de Zimmerman, l'Enclume, d'Adolphe Adam, la Gloire dans les arts, de Proust, Beniowski, de Boieldieu, et une cantate : l'Alliance, écrite spécialement pour la circonstance. Sous la baguette énergique d'Eugène Delaporte, ces diverses œuvres sont dites par plus de 2 000 voix et applaudies par une foule de 25 000 auditeurs.

### Les années 1850

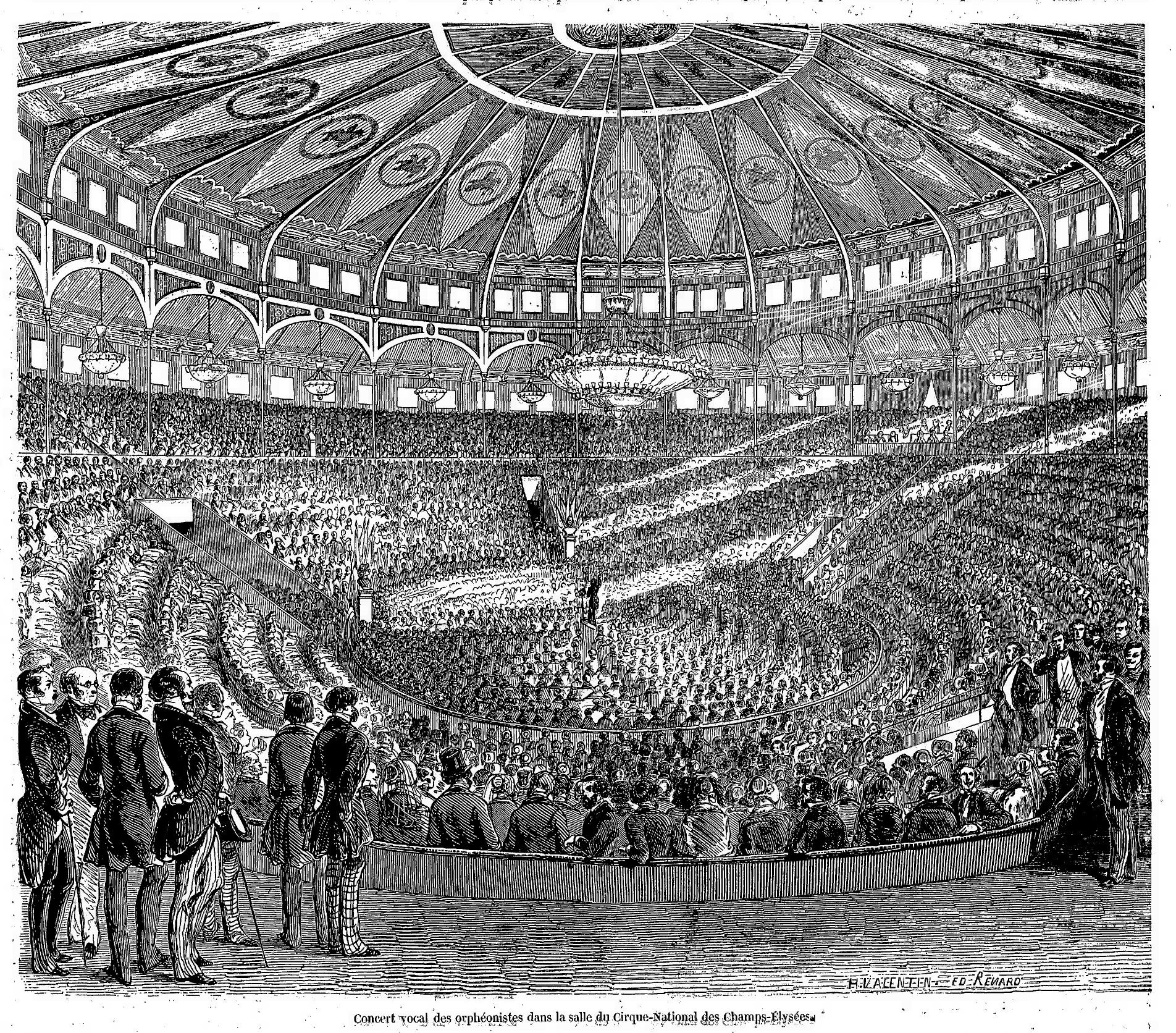
Concert vocal des orphéonistes vers 1850 au Cirque-National de l'avenue des Champs-Élysées à Paris, dessin de E. Renard.

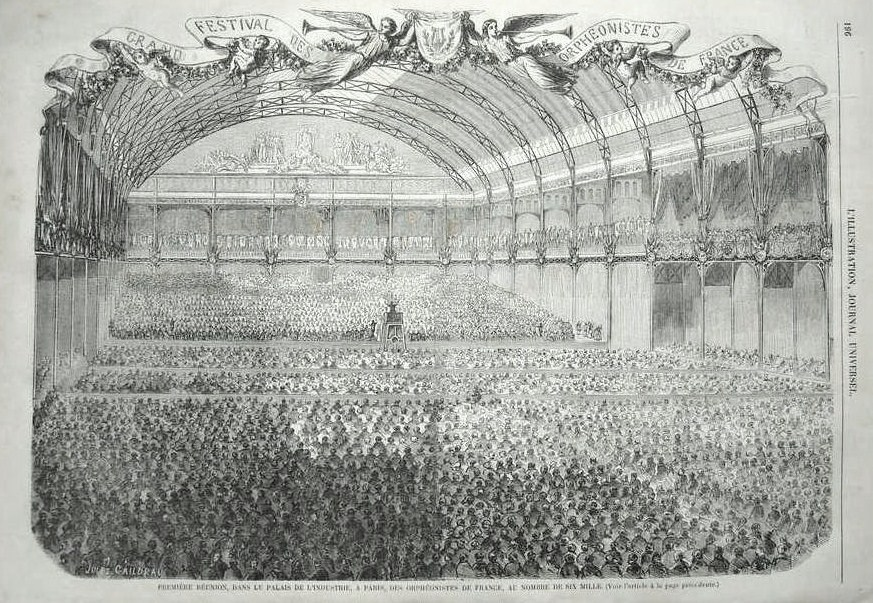
Premier rassemblement national des orphéonistes de France en mars 1859 au Palais de l'Industrie à Paris.

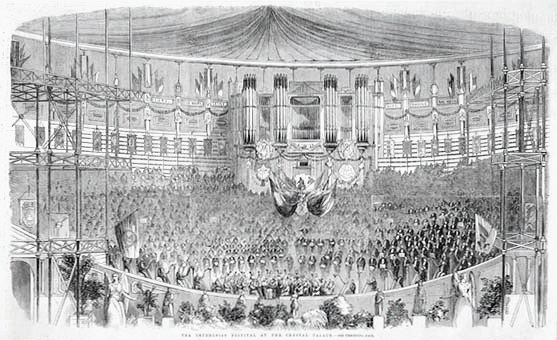
Le festival orphéonique de 1860 au Crystal Palace à Londres.

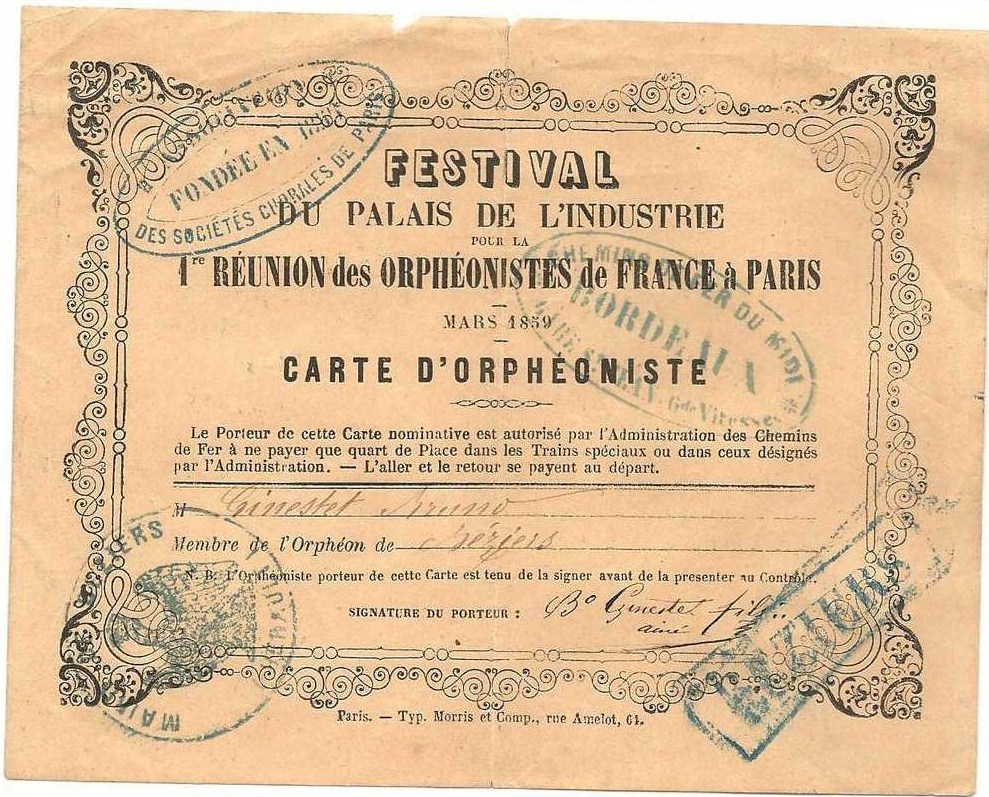
Carte de participant au rassemblement national français de 1859.

En 1851, Lucien Arnault, directeur de l'Hippodrome de la place de l’Étoile, fait renaître le cortège du Bœuf Gras, événement phare du Carnaval de Paris qui n'était plus sorti depuis trois ans. En 1852, il organise aussi ce cortège, au départ de l'Hippodrome, avec l'arrivée dans sa succursale : les Arènes nationales, place de la Bastille.
À cette fête participe l'orphéon des Enfants de Paris. Le Nouvelliste écrit, le lundi gras 23 février :

« Le bœuf gras et son magnifique cortège fera son entrée triomphale aujourd'hui lundi, à deux heures, aux Arènes Nationales, place de la Bastille. Aussitôt son arrivée, le spectacle commencera. Le roi d'Yvetot et sa cour, course engagée sur chevaux pur-sang entre quatre dames en dominos et masques ; le tournoi grotesque et une foule d'exercices plus comiques les uns que les autres, complèteront cette charmante fête. Pendant tout le temps on entendra les chœurs des Enfants de Paris. »

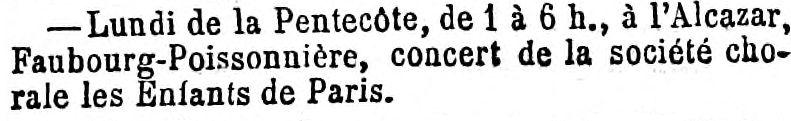
Annonce du concert de la société chorale les Enfants de Paris, dans Le Petit Journal, 15 mai 1875.

Les Enfants de Paris sont bien un orphéon. Treize ans plus tard, Le Petit Journal annonçant un concert qu'ils donnent pour la Pentecôte à l'Alcazar, précise la qualité de société chorale de cet ensemble.
En 1852, Charles Gounod, peu de jours après son mariage, succède à Joseph Hubert. Il est nommé directeur de l'Orphéon et de l'enseignement du chant dans les écoles communales de la Ville de Paris. Il le reste jusqu'en 1860.
Parlant de cette expérience dans ses Mémoires, il écrit :
Les fonctions que j'ai remplies pendant huit ans et demi ont exercé une heureuse influence sur ma carrière musicale par l'habitude qu'elles m'ont conservée de diriger et d'employer de grandes masses vocales traitées dans un style simple et favorable a leur meilleure sonorité.

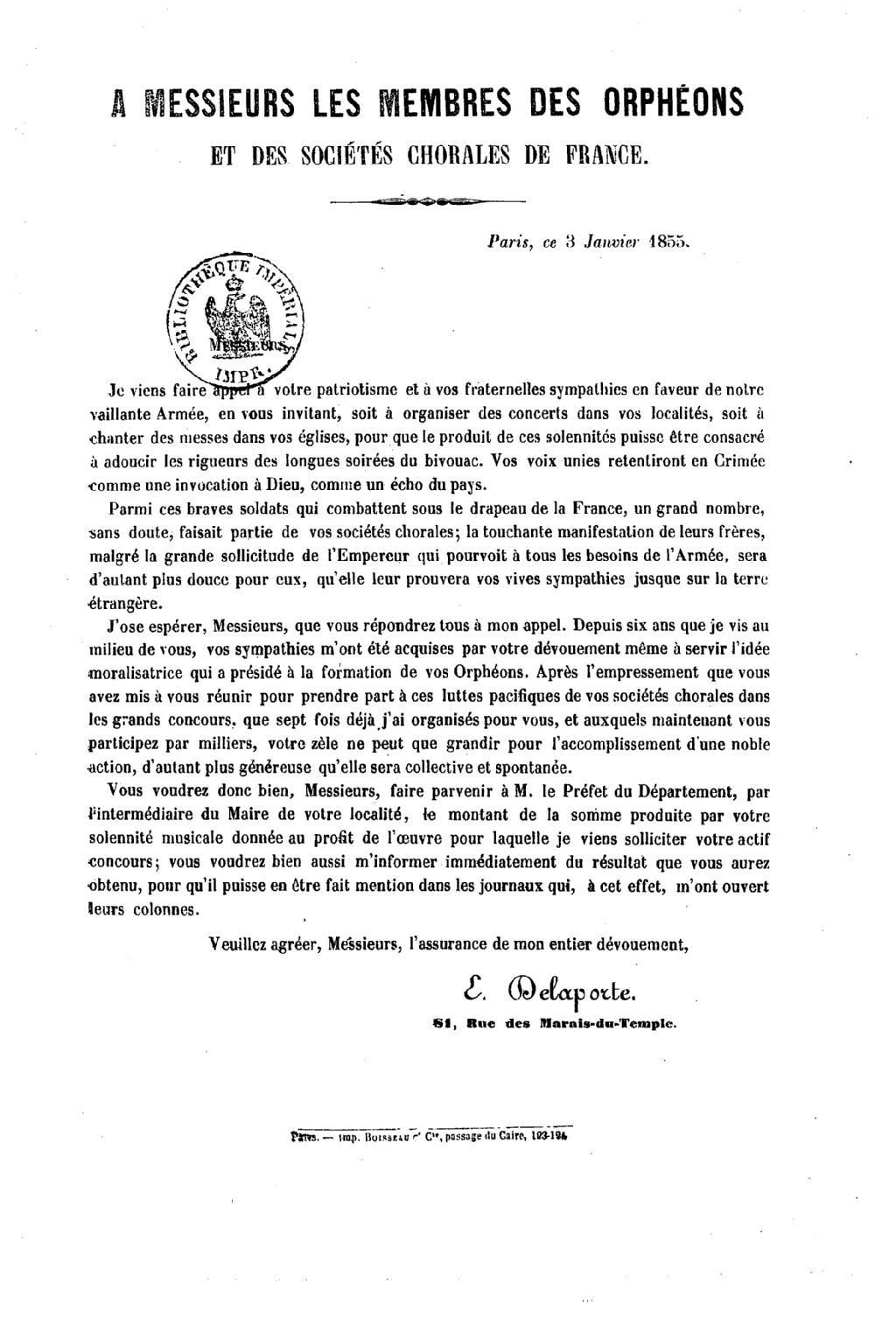
Lettre d'Eugène Delaporte A Messieurs les membres des Orphéons et des Sociétés chorales de France, 3 janvier 1855.

Les orphéons sont particulièrement populaires sous le règne de Napoléon III. La direction du mouvement orphéonique paraît proche du régime. On voit, par exemple, le 3 janvier 1855, Eugène Delaporte publier dans la presse et diffuser en feuille volante une lettre A Messieurs les membres des Orphéons et des Sociétés chorales de France où il les invite à organiser des concerts de bienfaisance en faveur des militaires français engagés dans la guerre de Crimée. On[Qui ?] y lit notamment :
J'ose espérer, Messieurs, que vous répondrez tous à mon appel. Depuis six ans que je vis au milieu de vous, vos sympathies m'ont été acquises par votre dévouement même à servir l'idée moralisatrice qui a présidé à la formation de vos Orphéons. Après l'empressement que vous avez mis à vous réunir pour prendre part à ces luttes pacifiques de vos sociétés chorales dans les grands concours, que sept fois déjà j'ai organisés pour vous, et auxquels maintenant vous participez par milliers, votre zèle ne peut que grandir pour l'accomplissement d'une noble action, d'autant plus généreuse qu'elle sera collective et spontanée.
En 1855, 159 localités du département de Seine-et-Marne possèdent un cours gratuit de chant pour les Écoles communales, dont 10 antérieurs à 1852, 3 datant de 1852, 21 de 1853, 30 de 1854 et 95 de 1855. Sur ces divers cours, 155 sont faits par des instituteurs, et 5 par des artistes. Ils sont suivis par 2 885 élèves enfants. 60 de ces cours ont des sections ou Orphéons d'adultes, auxquels il convient d'ajouter 7 cours du soir constitués en Sociétés orphéoniques et spéciaux aux adultes. Leurs chefs sont des professeurs artistes. Les élèves adultes s'élèvent au nombre de 985.
Le dimanche 31 mai 1857, à l'Hippodrome, situé place de l'Étoile, 500 exécutants appartenant à l'Association des Sociétés chorales, sous la présidence de Eugène Delaporte, font entendre divers morceaux, entre autres : la Prière de la Muette, la Saint-Hubert, la Ronde des conscrits, et les Chœurs de l'Aurore, accompagnés par un nombreux orchestre sous la direction du musicien Varney. Un concert analogue a lieu le dimanche 14 juin suivant.
Des concours orphéoniques ainsi que des festivals régionaux sont organisés. Les orphéons correspondent ainsi à l'émergence historique des festivals en France. Ils occasionnent de grands déplacements de foules. Parlant du concours d'orphéons organisé à Toulouse le 20 juin 1858, la Revue de Toulouse et du midi de la France écrit :
La journée du dimanche a été la plus animée et la mieux remplie. C'était la journée fixée pour le concours des orphéons. Les chemins de fer et les voitures publiques avaient amené plus de vingt mille étrangers (à la ville).
En 1858, est construit aux chantiers navals de Gaspard Malo à Dunkerque L'Orphéon, un remorqueur dunkerquois mis en service le 1er avril 1859 et baptisé ainsi en l'honneur de L'Orphéon dunkerquois première société musicale créée à Dunkerque.
Wilhem avait baptisé l'Orphéon en l'honneur d'Orphée. Dans l'opéra bouffon Orphée aux Enfers, livret de Hector Crémieux, musique de Jacques Offenbach, donné pour la première fois, à Paris, sur le théâtre des Bouffes-Parisiens, le 21 octobre 1858, à la fin de l'acte premier, scène II, on trouve une blague en retour. Orphée déclare en quittant Eurydice : « Je vais donner mes leçons à l’Orphéon… »
En 1859, la France compte 700 orphéons. En mars est organisé à Paris le premier rassemblement national des sociétés chorales. Louis Jourdan écrit dans Le Causeur :

« Deux solennités d'un caractère bien différent mettaient en émoi, dimanche dernier, la population parisienne : une grande revue militaire au champ-de-Mars et la réunion des orphéons, ne comprenant pas moins de six mille exécutants, dans le palais de l'Industrie. »

Le 26 mars 1859, A. de Lasalle dans sa Chronique musicale parue dans Le Monde illustré raconte l'événement :
Vendredi de l'autre semaine c'était la première réunion générale des orphéonistes français. Six mille voix étaient réunies dans la grande salle du Palais de l'Industrie et leurs chants étaient salués par les bravos de vingt mille auditeurs. M. Delaporte, propagateur de l'œuvre orphéonique, présidait à cette solennité, assisté de son intelligent coadjuteur, M. Delafontaine. Douze chœurs composaient le programme de ce festival dont le Monde illustré a voulu reproduire la physionomie gigantesque (voir les pages 201 et 202); les plus remarqués ont été le grand septuor des Huguenots et la Retraite de M. Laurent de Rillé.
Les ovations n'ont pas manqué aux chanteurs. L'empereur assistait à la séance de dimanche, et mardi, après le troisième concert, le théâtre de l'Opéra a donné une représentation d'Herculanum en l'honneur des orphéonistes.
Il est bon de noter en passant que le volume de son produit par six mille choristes n'est pas six mille fois celui qui sortirait des poumons d'un seul, et nous ne croyons pas nous tromper de beaucoup en déclarant que deux cents chanteurs bien stylés produisent à peu près le même effet sonore. Tout ce qu'on peut dire, c'est que la qualité du son, le timbre, comme on dit en acoustique, se trouve sensiblement modifié, une fois certaines limites de nombre dépassées. Le pourquoi de ce fait incontestable, on le saura peut-être quand la science aura pénétré plus avant dans le monde invisible des sons.
En 1859, on[Qui ?] lit dans les Rapports et délibérations du Conseil général du Maine-et-Loire :

« Le journal l'Orphéon, dans ses numéros des 15 juillet et 18 août derniers, s'adresse aux Conseils généraux de France pour demander leur appui moral et même financier en faveur de l'utile institution qu'il préconise. »

« Il voudrait qu'elle fût classée comme les courses de chevaux, les comices et concours agricoles qui reçoivent des subventions de l'État, des départements et des communes. »

« Le Conseil général regrette que les limites de son budget ne lui permettent pas de consacrer des fonds à l'œuvre de l'Orphéon, dont il reconnaît toute l'utilité. »

En 1860, Charles Gounod démissionne de son poste à la tête des Orphéons de la Ville de Paris. Paris ayant connu un agrandissement administratif considérable au début de la même année, deux postes sont créés pour le remplacer : un directeur pour la rive gauche, François Bazin, et un directeur pour la rive droite : Jules Pasdeloup.
À Vendôme puis à Orléans, le maître de chapelle Alexandre Lemoine (Colmar, 1815-Vendôme, 1895), élève de Bazin pour l'harmonie au Conservatoire de Paris et ami de Gounod, dirigea ce type de formation vocale et écrivit pour elle.
En 1860, 137 sociétés chorales regroupant 3000 orphéonistes traversent la Manche et remporte un triomphe auprès du public en chantant au Crystal Palace à Londres. Ils interprètent en tout 17 chœurs, commençant par God Save the Queen, chanté en anglais, et finissant par deux œuvres créées spécialement pour la circonstance, sur des paroles de J.-F. Vaudin : La Nouvelle Alsace, musique de Fromental Halévy, et France ! France !, musique d'Ambroise Thomas.
En 1861, Berlioz, en vue d'un festival anglo-français projeté à Londres, écrit une œuvre chorale intitulée : le Temple universel. Ce double chœur devait être chanté par une masse mi-partie anglaise, mi-partie française, et, détail original et unique, chaque groupe devait y chanter dans sa langue nationale.

### Josep Anselm Clavé i Camps créé les orphéons catalans
En Catalogne, partie du royaume d'Espagne, Josep Anselm Clavé i Camps, en s'inspirant des modèles français, créé des sociétés chorales. Elles sont caractérisées par leur organisation autogérée, leur laïcité et leur mixité sociale, en des temps où la division entre classes sociales est très marquée dans la société catalane. En 1860, existent 85 sociétés chorales fondées par Clavé. De leur côté, Pere et Joan Tolosa fonde l'Orfeón Barcelonès. C'est la première société chorale de Barcelone. Une polémique s'ensuit entre Clavé et Joan Tolosa. Ce dernier, sans nier la dimension sociale de l'orphéon, considère que l'étude de la musique et du solfège est aussi importante.
Henry Abel Simon écrit :

« En 1864, dans les quatre provinces catalanes confinant à nos frontières (les frontières françaises), on comptait plus de deux cents orphéons, formant un contingent de cinq à six mille chanteurs appartenant, pour la plupart, à la classe ouvrière. »

### Le Congrès orphéonique français de 1861

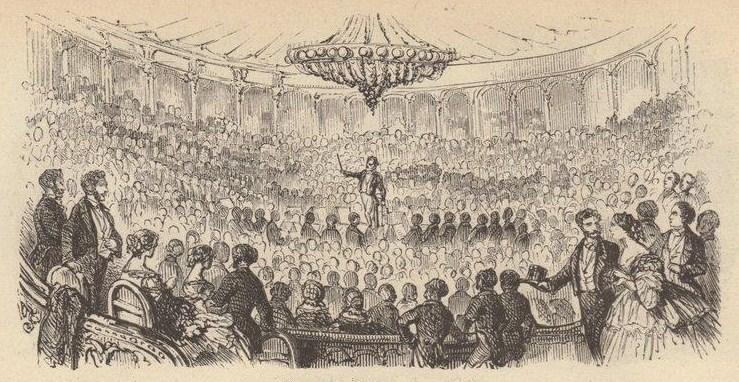
Une séance de l'Orphéon à Paris en 1861.

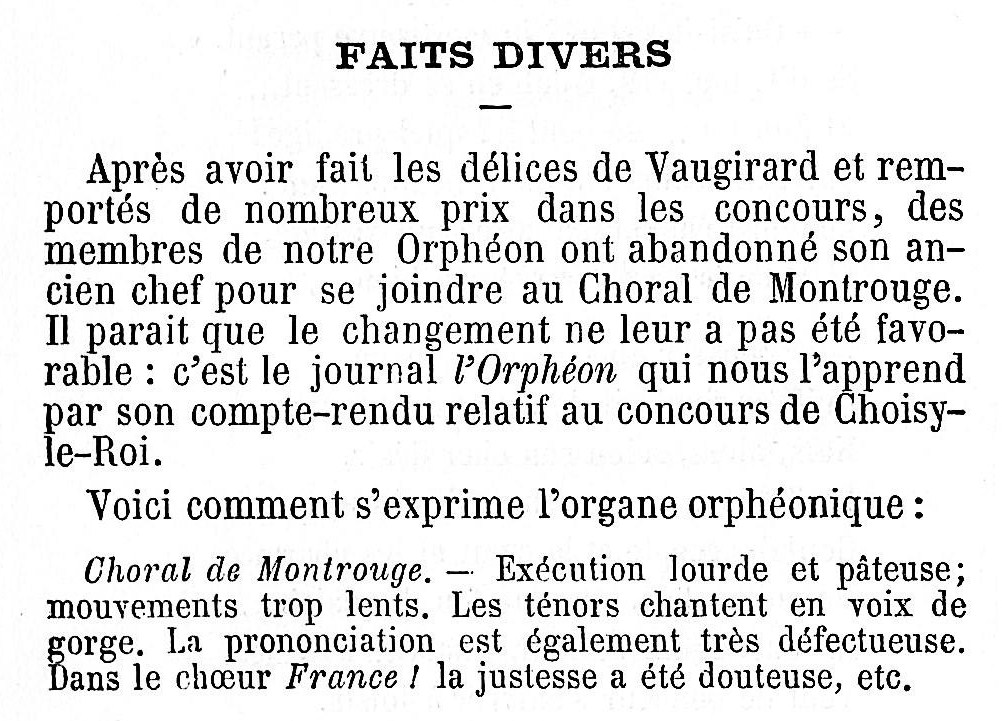
Une critique parue en 1863 dans La Muse gauloise.

On lit dans la Monographie universelle de l'Orphéon, ouvrage édité en 1910 :

« Le congrès orphéonique parisien de 1859 avait décidé qu'une seconde réunion générale des orphéonistes de France aurait lieu à Paris en 1861. La date fut fixée aux 18, 20, 21 et 22 octobre, et le palais de l'Industrie fut choisi. Quoique étant d'une acoustique déplorable, il était le seul vaisseau capable d'abriter une manifestation de ce genre. »

« Le règlement du futur concours, accompagnant les festivals, se trouvait tout élaboré par le Comité de patronage. On l'adopta donc, en y ajoutant toutefois, sur la proposition de Delaporte, une division d'excellence et une clause spéciale exigeant l'obtention de prix ascendants pour avoir droit à gravir d'un degré l'échelle des divisions existantes. Ces deux innovations, devenues classiques, furent inaugurées en cette circonstance. »

« Circulaires et règlements à peine expédiés, l'avalanche des adhésions se mit à déborder, et, le jour du délai fixé, les inscriptions s'élevèrent à 238 sociétés, venant de 135 villes de France, et représentant 54 départements pour plus de 8 000 chanteurs. »

« La première répétition partielle eut lieu le 14 juillet à Paris au palais Bonne-Nouvelle. Berlioz dirigea l'étude du Temple universel, Laurent de Rillé en fit autant pour Le Chant des bannières, et Richard Wagner y fit répéter lui-même son chœur des matelots du Vaisseau Fantôme. »

« D'autres répétitions suivirent, soit à Paris, soit en province, et des tournées d'inspection furent organisées pour unifier et surveiller les études. »

« Programme.

1. Pater noster (Besozzi)
2. L'Appel aux armes du Prophète (Meyerbeer)
3. Le Chant du bivouac (Kucken)
4. La Nouvelle Alliance (F. Halévy)
5. Souvenir du Rhin (Kucken)
6. Chœur des matelots du Vaisseau Fantôme (R. Wagner, 1813-1888)
7. Chœur des soldats de Faust (Ch. Gounod)
8. Le Chant des bannières (L. de Rillé)
9. Le Temple universel (Hector Berlioz)
10. Les Enfants de Paris (Adolphe Adam)
11. Hymne à la Nuit (Schwatal)
12. France ! France ! (Ambroise Thomas). »

« Au Tout-Paris s'étaient jointes de nombreuses députations de province et de l'étranger; Londres, par exemple, avait envoyé, en souvenir du festival de l'an précédent, une délégation de ses plus éminents notables. »

« La presse tout entière joignit, du reste, aux explosions de l'enthousiasme du public ses plus éloquents dithyrambes. »

« Les jurys, présidés par Ambr. Thomas, Elwart, G. Kastner et Delsarte, étaient composés de Besozzi, G. Danièle, Pasdeloup, Deffès (1819-1900), le général Mellinet, F.-J. Simon, L. de Rillé, Benoist (1794-1878), Manry, Oscar Comettant, Laget, C. de Vos, Bien-Aimé, F. Bazin, Henri Herz (1802-1888), Foulon, Jonas, Ermel, Paul Blaquière (1830-1868), Adrien de La Fage (1805-1862) et Ernest Boulanger (1815-1900). »

« Les premiers prix furent décernés, par ordre de divisions, ainsi qu'il suit : Excellence : Société chorale du conservatoire d'Avignon, directeur Brun; Division supérieure : Orphéon cettois, directeur Garcia; 1re division : la Lyre toulousaine, directeur Barbot; 2e division : Choral de L'Île-Saint-Denis, directeur d'Herdt; 3e division, 1re section : Enfants de Grenade-sur-Garonne, directeur Auroux; 2e section : Orphéon de Dize, directeur Guiraud; 3e section : Orphéon de Rosny-sous-Bois, directeur Testard. »

« En cette manifestation sans précédent, l'Orphéon français, en tant qu'exécution en masse, avait touché le plus haut point qu'il lui avait été donné d'atteindre jusque-là. »

### Après le Congrès de 1861

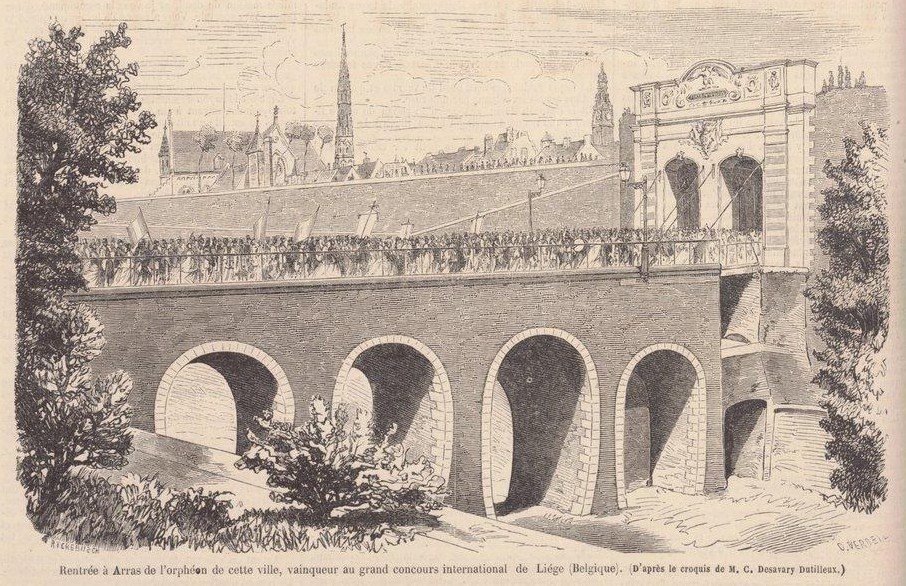
L'Orphéon d'Arras vainqueur du concours international d'orphéons de Liège en 1866 est acclamé par la foule à son retour.

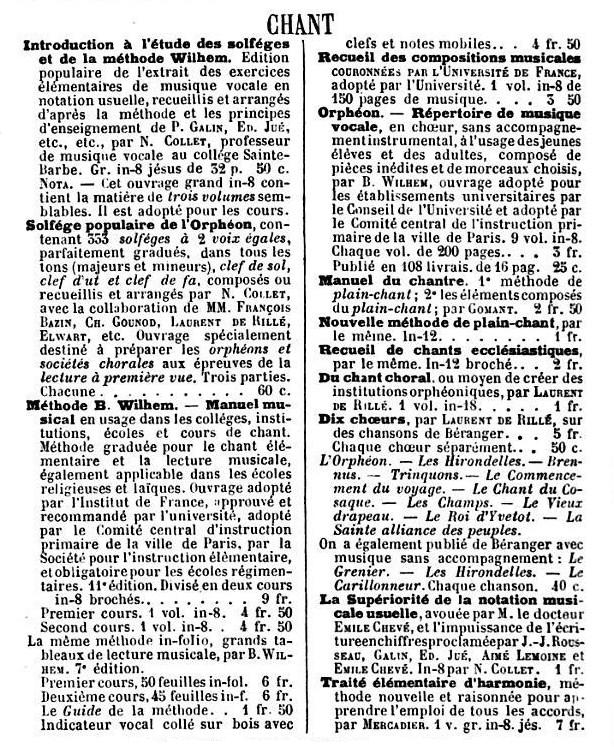
Extrait du catalogue de la Librairie Garnier frères, Paris 1877.

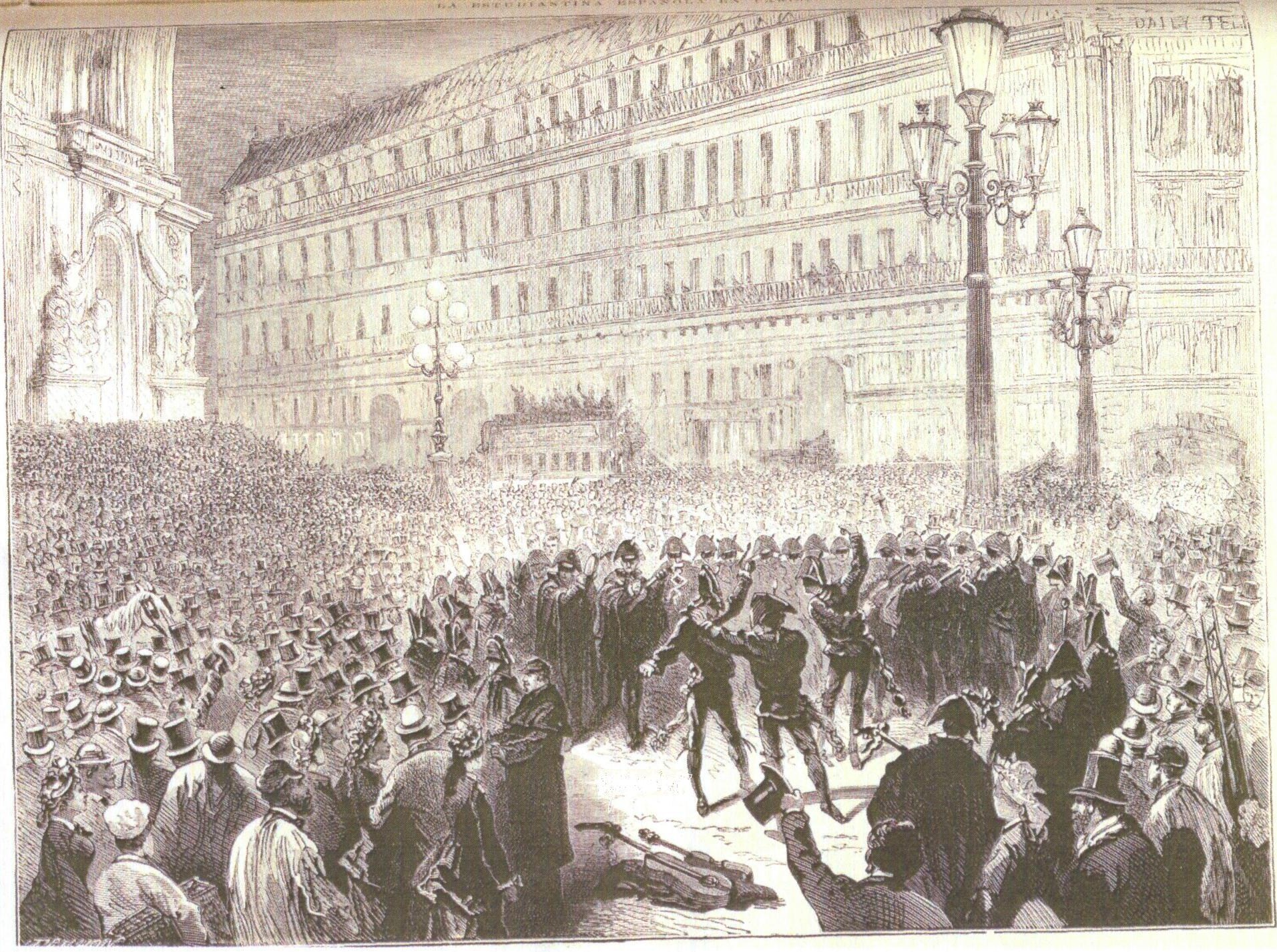
Le jeudi 7 mars 1878 place de l'Opéra, 50000 Parisiens écoutent les chants de l'Estudiantina Espagnola.

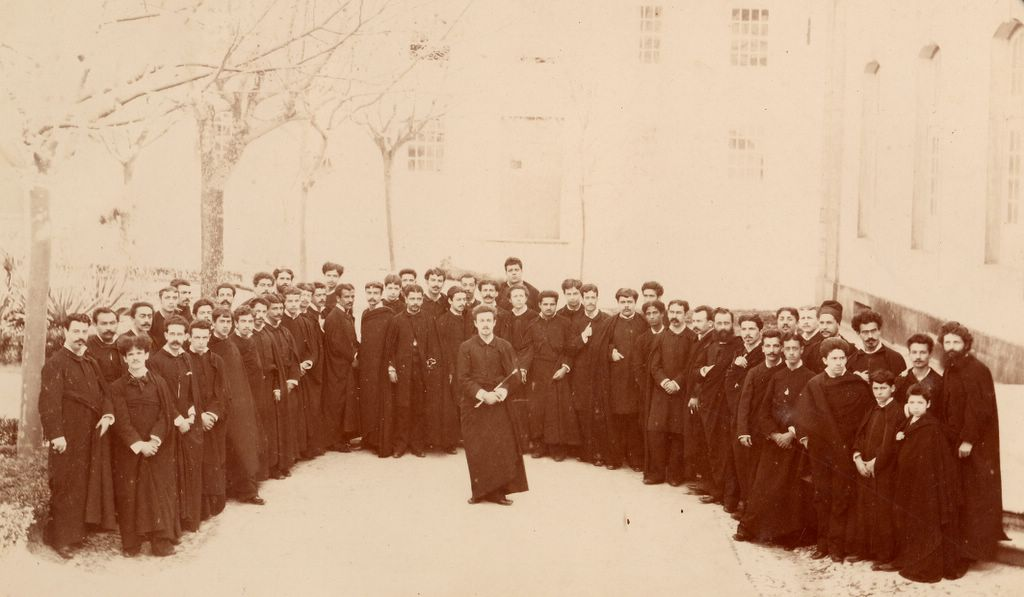
L'Orfeon Académico de Coimbra (Orphéon Académique de Coimbra), au Portugal, fondé en 1880.

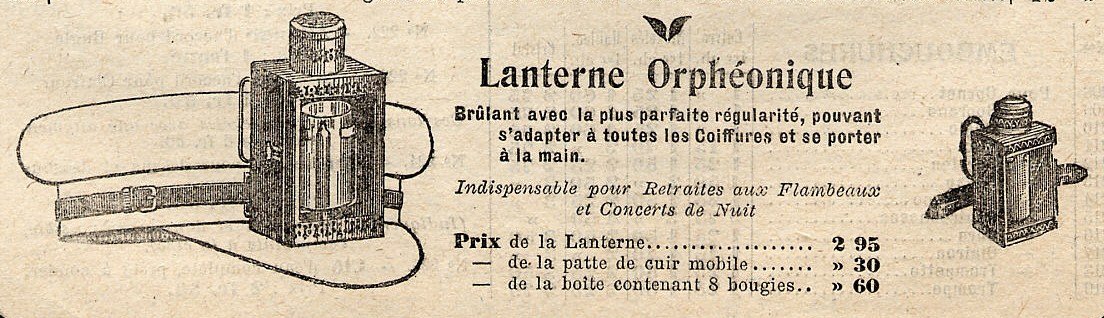
Lanterne Orphéonique à bougie pour retraites aux flambeaux et concerts de nuit, Paris 1911.

Le 14 janvier 1863, Le Temps publie une lettre à la rédaction, émanant de N. Vaudin, rédacteur en chef de La France chorale. Elle indique que : « Les Sociétés chorales préparent de nombreux concerts au profit des victimes de la crise cotonnière. » et donne également des précisions statistiques sur les orphéons :

« Il y a en France environ neuf cents sociétés chorales, je ne compte pas dans ce nombre les sociétés philharmoniques et les fanfares. L'effectif moyen de chaque de ces sociétés est de 80 membres actifs et honoraires. Multipliez 900 par 80. Total 72 000. »

Un Orphéon peut participer à la vie locale. Ainsi on[Qui ?] voit, en 1864, l'Orphéon de la Charité, dans la Nièvre, chanter et publier un Chant pour une aubade au nouveau Maire à l'occasion de son installation.
Le 22 mars, de la même année est fondée à Dunkerque l'association chorale La Jeune France. Elle deviendra par la suite la doyenne des associations philanthropiques dunkerquoises, membre de l'ABCD (Association des Bals du Carnaval de Dunkerque.).
En 1866, H. Brisy, dans le poème qu'il consacre à l'orphéon, relève son rôle social de solidarité :

« Quand s'abat quelque part la rigueur du destin,

Qu'un pauvre ami succombe : à la veuve éplorée,

À sa fille éperdue, à son fils orphelin,

Vite ils apportent tous leur offre généreuse ;

Une quête, un concert, des chants et des chansons.

Dès qu'ils ont amassé, c'est d'une main heureuse

Qu'ils courent déposer leurs sympathiques dons. »

Et, s'adressant à la fin à Wilhem, il souligne le caractère convivial de l'orphéon :

« Et toi, si tu nous dois ton immortalité,

Nous te devons aussi nos plus belles années

Nous te devons encor notre fraternité. »

En 1866, un emplacement pour la construction d'un orphéon municipal parisien est réservé sur la place du Château d'Eau, mais il ne verra jamais le jour.

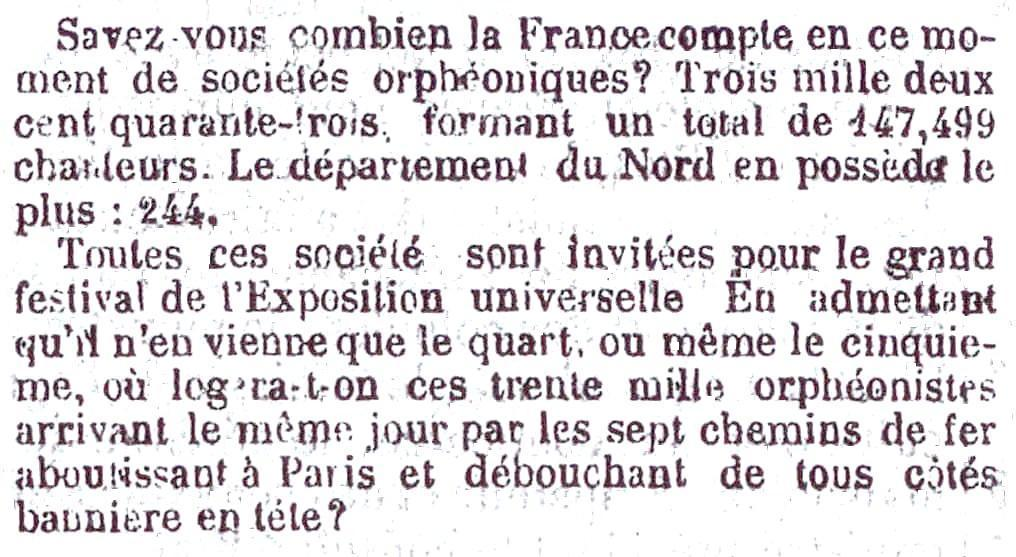
Extrait du Petit Journal (1986).

En 1867, Le Petit Journal indique que les sociétés orphéoniques regroupent en France presque 150 000 membres :

« Savez-vous combien la France compte en ce moment de sociétés orphéoniques ? Trois mille deux cent quarante-trois, formant un total de 147,499 chanteurs. Le département du Nord en possède le plus : 244. »

« Toutes ces sociétés sont invitées pour le grand festival de l'Exposition universelle. En admettant qu'il n'en vienne que le quart, ou même le cinquième, où logera-t-on ces trente mille orphéonistes arrivant le même jour par les sept chemins de fer aboutissant à Paris et débouchant de tous côtés bannière en tête ? »

Finalement, 340 orphéons répondent à l'appel et 272 sont présents, comptant 5 000 participants. Aux côtés des orphéons civils, on trouve des orphéons militaires.
De nombreux concours se déroulent dans les provinces, comme celui de Biarritz dont Le Petit Journal nous fait la description en septembre 1869 :

« Le dimanche 27 septembre, a eu lieu le grand concours des Orphéons des départements environnants. La fête a été charmante, et le soleil lui-même s'est mis de la partie en nous éclairant de ses rayons les plus doux et les plus joyeux. »

« Il y avait quinze fanfares inscrites et seize orphéons. Ces derniers ont concouru dans le Casino, et leurs exercices ont duré de deux heures et demie à six heures. L'après-midi, l'Empereur et l'Impératrice accompagnés du Prince Impérial, sont arrivés vers cinq heures au Casino. »

« LL. MM., après s'être entretenues avec quelques-uns des principaux chefs des orphéons, se sont rendues à la place Eugénie, où se tenait le concours des fanfares. L'Empereur a particulièrement félicité M. Rollet, chef de la fanfare. Après LL. MM. sont retournées à la Villa Eugénie. »

« A neuf heures et demie la fête s'est terminée par un fort joli feu d'artifice. Jamais Biarritz n'a été plus gai et plus animé ; la foule était si compacte dans les rues, qu'à peine pouvait-on s'y frayer un passage. De tous les départements environnantes, il y avait eu plusieurs trains de plaisirs et c'était un spectacle fort curieux que de voir toutes ces différentes physionomies et d'entendre ces accents pittoresques. Ce tumulte a duré toute la nuit, et bien des gens ont couché à la belle étoile, sur des lits de sable, bercés par le murmure de l'Océan. »

« Hier lundi, a eu lieu la distribution des prix. Le jury a décerné la médaille offerte par l'Empereur à l'orphéon bayonnais. La médaille d'or a été donnée à la fanfare Sainte-Cécile d'Arcachon. »

« Il devait y avoir des régates, mais le vent s'étant levé, il a été impossible de réaliser cette partie du programme. »

« Hier au soir, les fanfares et les orphéons ont quitté Bayonne, vers 10 heures, nous entendions encore les voix et les accords, qui venaient nous dire comme un adieu joyeux. Nous leur répondons par un au revoir plein d'espoir. »

En 1870, avec la guerre franco-prussienne, les concours d'orphéons s'interrompent en région parisienne. Suit la Commune de Paris qui commence le 18 mars 1871. Les orphéons sont composés essentiellement d'ouvriers et artisans. La répression de la Commune de Paris, qui amène fin mai 1871 la mort d'au moins 30 000 d'entre eux durant la Semaine sanglante, contrarie certainement fortement le fonctionnement du mouvement orphéonique parisien. Son activité se réduit momentanément.
Le 4 mai 1872 à Marseille, 500 orphéonistes venus de divers départements s'embarquent pour Alger, sur le steamer l'Aréthuse. Ils vont participer au concours général des orphéons d'Algérie, présidé par Laurent de Rillé.
Le 5 mai 1872, le concours d'orphéons des Lilas marque la reprise des concours d'orphéons en région parisienne interrompus depuis 1870.
En 1873, les deux directions des Orphéons de la ville de Paris, l'une pour la rive gauche, l'autre pour la rive droite, sont réunies en une seule. François Bazin est le titulaire.
En 1874, fondation à Paris de l'Institut orphéonique français, qui « a pour but d'initier les nombreuses sociétés orphéoniques et instrumentales à la connaissance des chefs-d'œuvre des grands maîtres, en les appelant à contribuer par leur concours actif à l'interprétation de ces œuvres dans des exécutions d'ensemble. Il s'occupe de l'organisation des concours de musique et des festivals. »
Son siège provisoire est chez son secrétaire général, Arthur Pougin, homme de lettres, 135 rue du Faubourg-Poissonnière, à Paris et son président Léon Gastinel, 1er grand prix de Rome.
Le 16 novembre 1874, à Paris, à la cérémonie d’inauguration du monument funéraire du chansonnier Desforges de Vassens au cimetière du Père-Lachaise, sont représentées les Sociétés chorales parisiennes et deux célèbres goguettes : la société chantante du Caveau, quatrième du nom, et la Lice chansonnière.
En 1875, Émile Coyon et Bettinger publient à Paris la première édition de leur très riche Annuaire musical et orphéonique de France, où on trouve, entre autres, les noms d'un grand nombre d'orphéons, avec leurs rangs, récompenses reçues et noms du responsable.
Les orphéons connaissent de nombreux et grands succès auprès du public, comme le rapporte la même année Alfred d'Aunay dans Le Figaro : « Le moindre concours de sociétés chorales – accessoire obligé d'un comice agricole – attire des foules immenses. »
En 1876, publication par Émile Coyon de la deuxième édition de l'Annuaire musical et orphéonique de France, avec les lettres d'éloges reçues pour la première édition, signées par le Baron Taylor, François Bazin, Charles Gounod, Victor Massé, Félicien David, Henri Reber, etc.
En 1878, mort de François Bazin : Adolphe Danhauser lui succède à la tête des orphéons de la ville de Paris.
Le 7 mars 1878, témoignant une fois de plus de la popularité du chant choral à Paris, une foule de 50 000 Parisiens se rassemble place de l'Opéra pour écouter un concert donné par l'Estudiantina Espagnola, une tuna, société musicale et chantante regroupant 64 étudiants venus d'Espagne participer au Carnaval de Paris.

### Le rassemblement parisien de 1878
En juillet 1878 à Paris, à l'occasion de l'Exposition universelle de 1878, un gigantesque événement orphéonique est organisé par Henri Abel Simon. Comme le rapporte Le Petit Parisien, y participent 650 ensembles vocaux ou instrumentaux regroupant 22 000 choristes et instrumentistes et 100 000 spectateurs. Cet événement marque durablement les esprits. Vingt ans après, Jean Frollo en parlera encore dans le même journal.
Le 17 juillet, la cérémonie de clôture est grandiose :

« Les meilleures choses du monde ayant nécessairement une fin, les grands festivals et concours des sociétés chorales et instrumentales qui se sont réunies à Paris au nombre de 650 devaient avoir une clôture. Ce n'est pas que nos concitoyens des départements, nos frères de l'Algérie et nos voisins de la Belgique et de la Suisse s'ennuyassent de leur séjour à Paris, mais il fallait bien, un jour ou l'autre, songer à remporter chez soi les palmes qu'on était venu cueillir à Paris. »

« Donc, hier, la grande fête musicale des orphéonistes de France s'est terminée par la distribution solennelle des récompenses aux sociétés qui ont pris part à ce concours monstre. »

« La cérémonie a eu lieu dans le jardin des Tuileries, sous la présidence de M. Menier. Le gouvernement avait tenu à donner une espèce de consécration officielle à la fête ; le public nombreux qui se pressait dans la grande allée des Tuileries où l'on entendait fort bien et au dehors de l'enceinte réservée où l'on n'entendait pas du tout, a pu applaudir et a applaudi à tout casser cette merveilleuse musique de la Garde républicaine qui a exécuté tes meilleurs morceaux de son répertoire et la Marseillaise. »

« En quelques paroles éloquentes, M. Menier, le président de la réunion, a remercié les sociétés qui se sont rendues à l'appel des organisateurs de cette grande fête musicale. Il les a chaleureusement félicités du rôle actif qu'elles jouent et de l'influence qu'elles exercent dans l'œuvre patriotique du développement de l'art en France : « Vous vous groupez aujourd'hui, a-t-il dit en terminant, au nombre de 22 000 dans un but artistique, vous apprenez, enfant du même pays, à vous connaître, à vous estimer, à vous aimer les uns les autres. Que les circonstances exigent, vous serez plus nombreux encore si votre réunion doit contribuer à rendre la patrie forte et libre. » »

« Ce discours est salué par des applaudissements enthousiastes, alternés avec les cris de « Vive la France, vive la République ! » »

« La Garde républicaine joue la Marseillaise : les 600 bannières des sociétés départementales et étrangères s'inclinent et saluent l'hymne national, un souffle d'enthousiasme patriotique parcourt les rangs des cent mille spectateurs. C'était véritablement un beau coup d'œil, dont les assistants conserveront longtemps le souvenir. »

« Puis la Concordia de Gand joue la Brabançonne qui soulève encore d'unanimes applaudissements. »

« Enfin la liste des récompenses est proclamée. »

### Les orphéons après juillet 1878
Une information, en août 1878, nous indique d'évidence que la direction de l'Orphéon de Paris est très proche des autorités politiques et religieuses françaises :

« Les sections de l'Orphéon de Paris répètent en ce moment un chœur qui sera chanté le 3 septembre, jour anniversaire de la mort de M. Thiers, au service funèbre qui aura lieu à Notre-Dame. »

« Les choristes comprendront 600 jeunes élèves et 300 adultes des écoles communales. »

« La répétition générale aura lieu le jeudi 22 courant. »

« Le chœur sera dirigé par M. Dannhauser, chef de l'Orphéon de Paris. »

En 1880, le 14 juillet est adopté comme Fête nationale française. À cette occasion, les orphéons parisiens sont partie prenante des festivités. Le Petit Parisien annonce le 11 juillet :

« Voici le programme complet du concert qui aura lieu le 14 juillet, dans la jardin du Luxembourg, sous la direction de M. Colonne, pour la partie orchestrale, et de M. Danhauser, pour la partie vocale :
1. Chant du départ (Méhul).
2. Les Deux nuits (Boieldieu).
3. Marche des drapeaux (Berlioz)
4. Gloire à notre France éternelle (Herold).
5. Étienne Marcel (Saint-Saëns).
6. Marche républicaine (Ad. Adam).
7. Fête bohémienne (Massenet).
8. Chœur des soldats de Faust (Gounod).
9. Le Tasse (B. Godard).
10. La Marseillaise (Rouget de Lisle). »

« Ce sont 800 chanteurs choisis dans les cours d'adultes et les classes d'enfants de Paris et dirigés par M. Danhauser, inspecteur principal du chant dans les écoles municipales, qui, joints à l'orchestre de M. Colonne, exécuteront les œuvres ci-dessus. Il y aura mille exécutants, tout le monde compris. »

« Dès le mardi 13, il y aura au Trocadéro, sous la direction de M. Dannhauser, un premier festival dont le titre sera : Fête scolaire. »

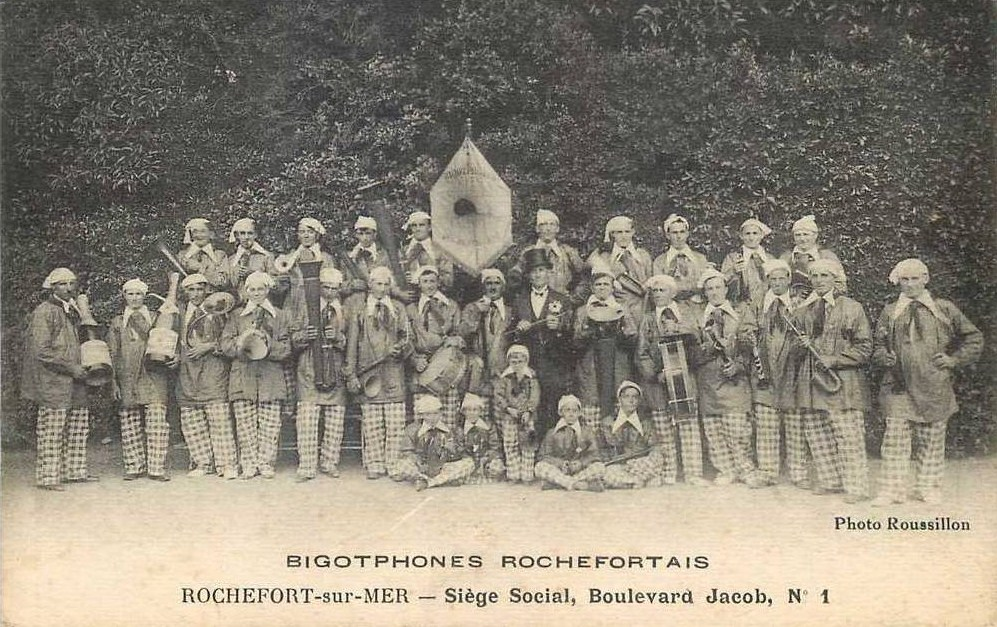
Les Bigophones Rochefortais, leur chef avec baguette, leur bannière.

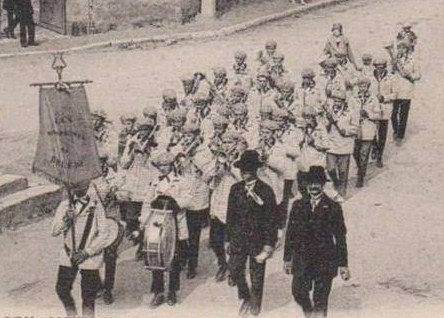
La Société des Bigophones de Bruère-Allichamps dans les années 1920.

En novembre 1884, dressant le bilan des orphéons, Jean Frollo écrit dans Le Petit Parisien :
Aujourd'hui, c'est par milliers qu'on compte en France les sociétés orphéoniques, et bien que le chant choral n'ait pas encore atteint chez nous le même développement qu'en Allemagne, on peut dire qu'il est tout à fait entré dans nos mœurs.
La plupart des orphéons français organisent à l'époque des concerts de solidarité pour venir en aide à un des plus illustres pionniers de leur mouvement : Eugène Delaporte, devenu vieux et aveugle. Un Comité se constitue à cette occasion, composé de célébrités musicales et d'hommes politiques, sénateurs et députés.
En 1885 naît à Paris la première société bigophonique. Il s'agit d'un ensemble chantant dans des bigophones, instrument de musique carnavalesque amplifiant et déformant la voix de façon comique, inventé quatre ans auparavant par Romain Bigot. Il y aura bientôt des centaines, puis des milliers de sociétés bigophoniques en France et à l'étranger. Par leur esprit, les sociétés bigophoniques sont des goguettes, où le but et de s'amuser. Par la forme de leur organisation, avec souvent un chef, une bannière pour défiler, elles s'apparentent aux fanfares et orphéons.
En février 1886, Eugène Delaporte meurt. La même année, le chansonnier et goguettier Charles Vincent, président de la quatrième société du Caveau, une des plus prestigieuses goguettes de Paris, crée et publie une Chanson des Orphéons.
En 1891, Lluís Millet i Pagès et Amadeu Vives fondent à Barcelone l'Orfeó Català (Orphéon Catalan), qui va jouer et joue toujours un rôle très important dans la vie musicale et culturelle en Catalogne.
En 1894, Auguste Chapuis succède à Adolphe Danhauser à la tête de l'Orphéon de Paris.
En 1895, le Journal des commissaires de police écrit :

« Droits d'auteurs. — Tarif adopté pour les sociétés orphêoniques. »

« Le syndicat de la société des auteurs, compositeurs et éditeurs de musique a autorisé les sociétés orphêoniques (chorales, fanfares, harmonies) à exécuter les morceaux du répertoire de la société des auteurs, compositeurs et éditeurs de musique, dans toutes leurs auditions publiques et gratuites, c'est-à-dire ne donnant à aucune recette directe ou indirecte, moyennant une redevance annuelle, à titre de droits d'auteurs, de 1 fr. par société (Cir. min. Inst. pub. 21 mai 1894). »

En 1896 à Montserrat, lors d'une cérémonie de bénédiction du drapeau catalan, est interprété pour la première fois le Cant de la Senyera (Chant du drapeau), hymne de l'Orfeó Català (Orphéon Catalan) : un poème de Joan Maragall i Gorina mis en musique pour chœur mixte. Cette œuvre célèbre sera utilisée de facto comme hymne national catalan à l'égal d'Els Segadors (Les Moissonneurs), jusqu'à ce qu'en 1993 ce second hymne reçoive officiellement le statut d'hymne national.

### Les orphéons français en 1898

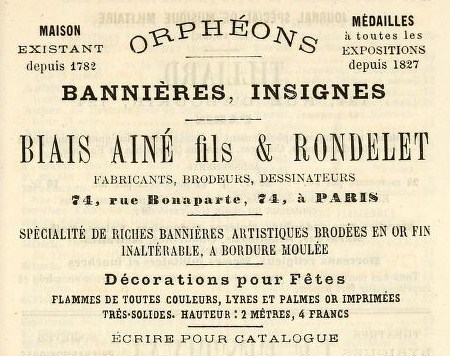
Publicité 1875.

L'Exposition universelle de Paris 1900 s'annonce et se prépare. À cette occasion, Jean Frollo, dans un éditorial du journal Le Petit Parisien, le 18 octobre 1898, dresse le tableau des orphéons vocaux et instrumentaux. C'est-à-dire aussi bien les sociétés chorales que les harmonies et fanfares qui se reconnaissent alors sous ce nom en France.

### Les orphéons après 1898

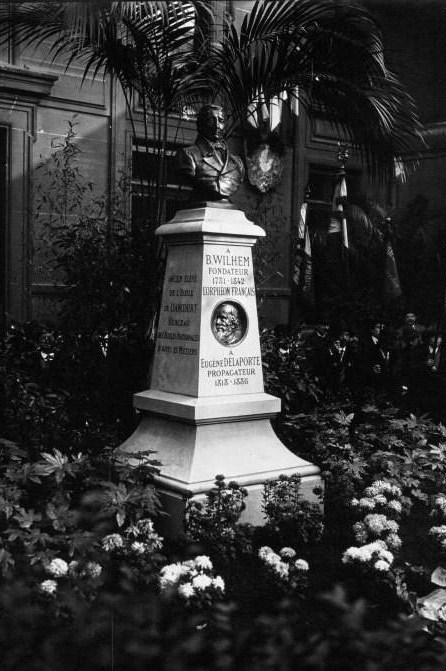
Monument à Wilhem et Delaporte élevé à Paris en 1924.

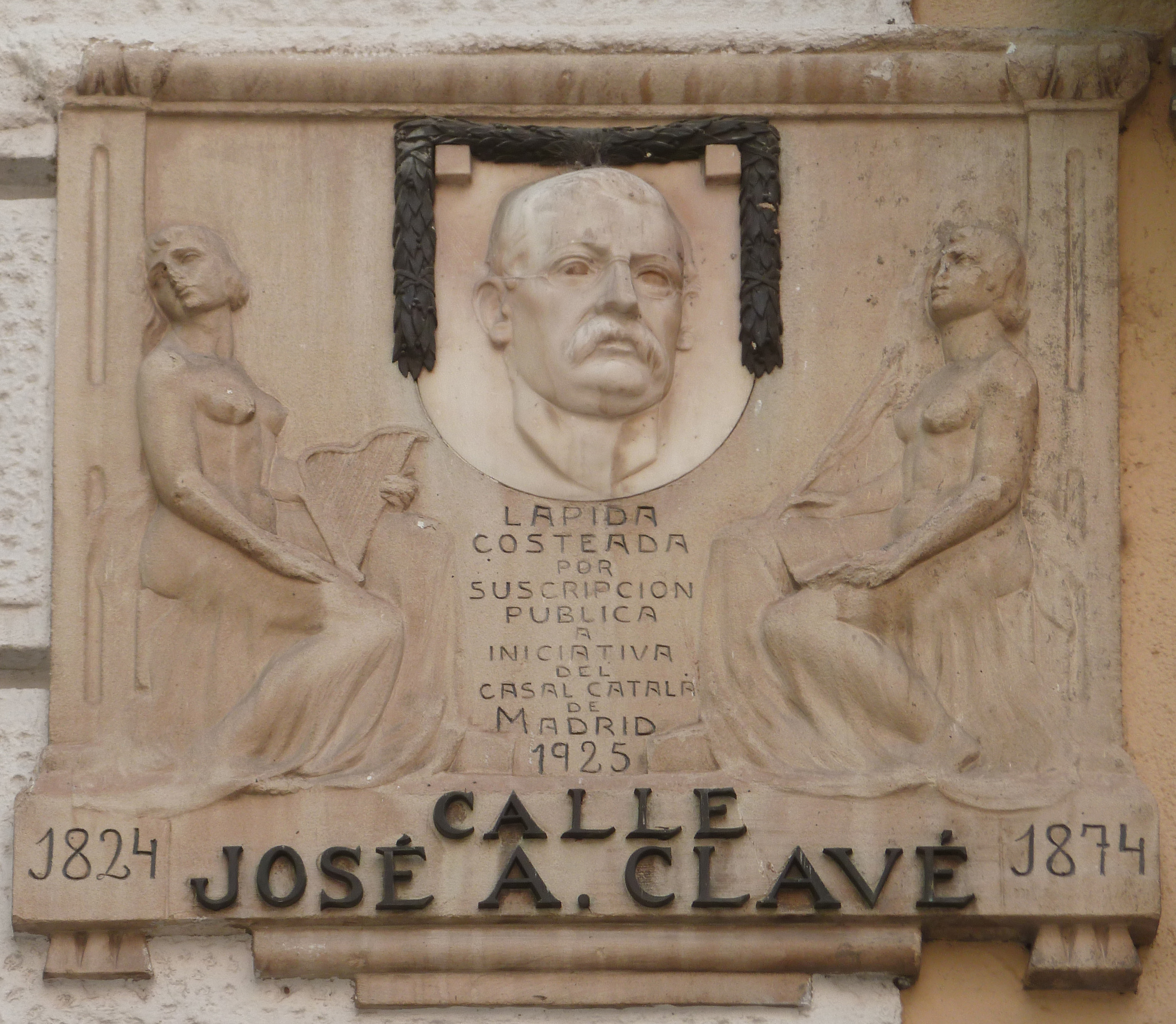
Monument à Josep Anselm Clavé i Camps élevé à Madrid en 1925.

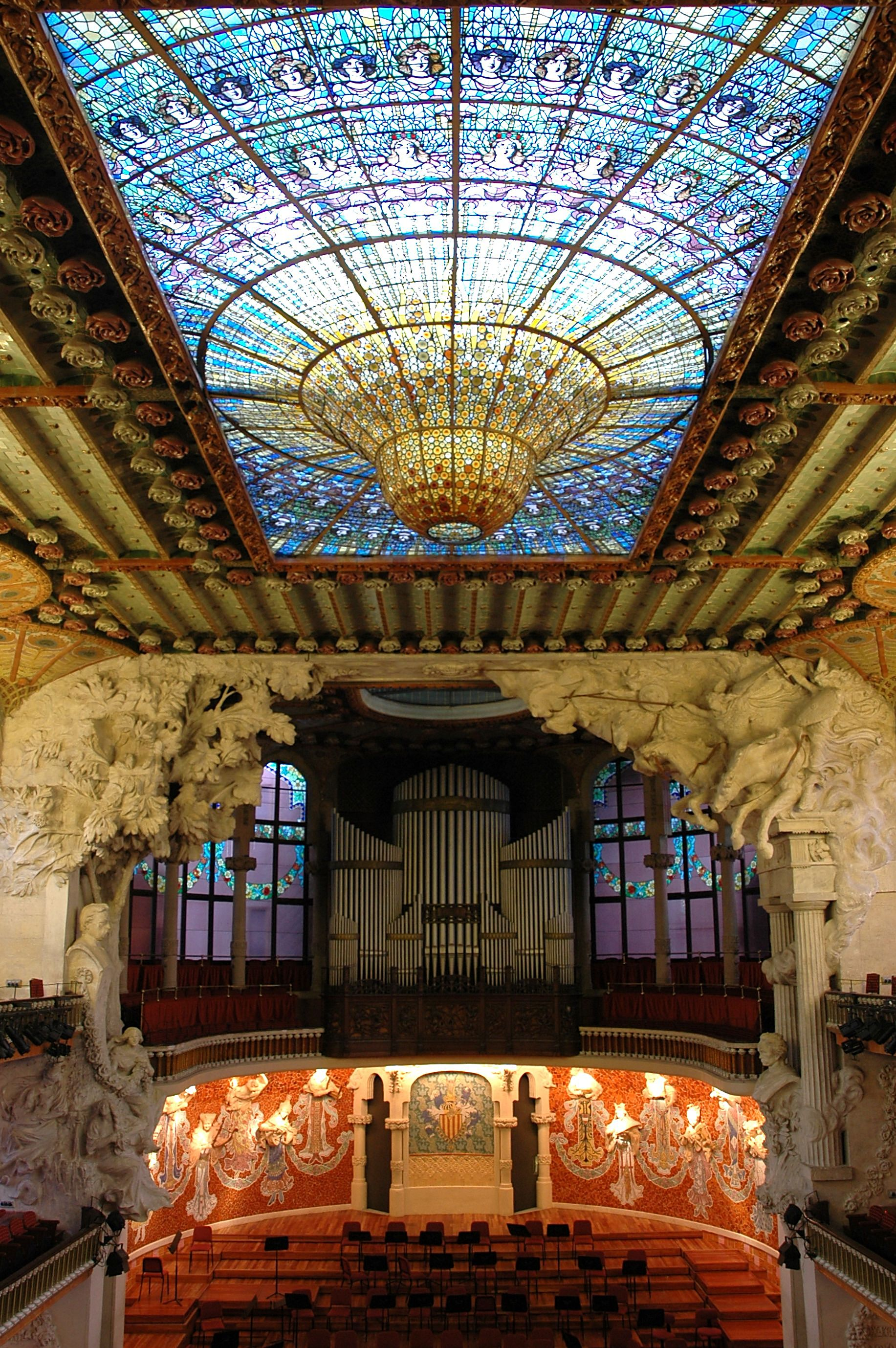
L'intérieur du Palau de la Música Catalana (Palais de la Musique Catalane), siège somptueux de l'Orfeó Català (Orphéon Catalan) de Barcelone.

En octobre 1904 est lancé à Barcelone le projet du Palau de la Música Catalana (Palais de la Musique Catalane), siège de l'Orfeó Català (Orphéon Catalan).
Le 13 mai 1906, le journal Le Matin organise une kermesse au Jardin des Tuileries à Paris, avec le concours de nombreuses sociétés orphéoniques, pour récolter des secours pour les familles des 50 orphéonistes au nombre des 1 099 victimes de la grande catastrophe minière de Courrières.
Le 9 février 1908, est inauguré à Barcelone le Palau de la Música Catalana, siège de l'Orféo Català. C'est un édifice remarquable de la ville. Il est inscrit sur la liste du patrimoine mondial de l'UNESCO depuis 1997.
Pour honorer la mémoire de Wilhem est lancé le projet de lui élever un monument à Paris. Pour la construction de celui-ci, de nombreuses listes de souscription sont ouvertes dans les journaux spécialisés. Des concerts et festivals sont donnés. Parmi les plus importants, celui du 5 avril 1908, organisé au Palais du Trocadéro, regroupe 1 500 chanteurs sous la direction de Louis-Albert Bourgault-Ducoudray, avec au programme des œuvres de Wilhem. Dans l'assistance se trouvent le président de la République Armand Fallières, plusieurs ministres et des plus hautes notabilités parisiennes.
Ce concert est organisé par Jean d'Estournelles de Constant et Henri Radiguer, Président et directeur de l'École de chant choral, qui ont obtenu la collaboration spontanée et désintéressée de quelques-unes des sociétés orphéoniques les plus importantes de la région parisienne.
En 1909, paraît le livre d'Henry Abel Simon, que Jean Frollo avait annoncé en 1898 dans Le Petit Parisien. C'est un ouvrage posthume. Il s'intitule : Histoire générale, documentaire, philosophique, anecdotique et statistique de l'Institution orphéonique française, chorales, harmonies, fanfares, symphonies et sociétés diverses de musique populaire, des origines jusqu'à la guerre de 1870.
En 1910, la Monographie universelle de l'Orphéon donne une liste de 33 orphéons actifs dans des villes du royaume d'Espagne :
- Alicante. Orfeon Alicantino (120 ex.) ;
- Bilbao. La Sociedad Coral (150 ex.), l'une des premières sociétés de l'Espagne. Laurak-bat (90 ex.). Euskeria (95 ex.) ;
- Burgos. Orfeon Burgales (85 ex.) ;
- Caceres. Orfeon Carcereño (40 ex.) ;
- Cascante. Orfeon de San Luis (40 ex.) ;
- Estella. Orfeon Estellés (75 ex.) ;
- Gijón. Asociacion musical obrera (45 ex.). Centro católico (50 ex.) ;
- Irun. Orfeon Irunes (60 ex.) ;
- Líbar. Orfeon de la Juventud Republicana (50 ex.) ;
- Madrid. Eco Matritense (40 ex.). Vasco-Navarro (45 ex.). Orfeon Gallego (40 ex.). Orfeon España (50 ex.). Orfeon de San José (40 ex.). Fraternidad Republicana (50 ex.) ;
- Motrico. Orfeon Motrico (60 ex.) ;
- Pamplona. Orfeon Pamplonés (110 ex.) ;
- Pasajes. Orfeon Pasajes (40 ex.) ;
- Renteria. Orfeon Renteriano (50 ex.) ;
- Salamanca. Orfeon Salamantino (50 ex.). Orfeon obrero (40 ex.) ;
- San Sebastian. Orfeon Donostiarra (150 ex.) ;
- Santander. Orfeon Cantábria (70 ex.). Eco Montañes (45 ex.) ;
- Séville. Orfeon Sevillano (50 ex.) ;
- Tolosa. Orfeon Tolosano (150 ex.) ;
- Tudela. Orfeon Tudelano (60 ex.) ;
- Valladolid. Orfeon Pinciano (60 ex.) ;
- Vergara. Orfeon Vergara (60 ex.) ;
- Villaviciosa. Orfeon (40 ex.).

Parlant des orphéons catalans, castillans et basques, le professeur Lambertini écrit en 1910 :

« Le créateur des sociétés chorales (ou orphéons) a été Clavé, à Barcelone, il y a plus de 50 ans. Il est parvenu à développer un tel goût pour le chant en chœur, spécialement parmi les ouvriers, que la Catalogne compte un nombre extraordinaire de petites sociétés formant ensemble une très importante fédération, qui eut déjà l'occasion de présenter dans un concert un ensemble de 10 000 orphéonistes.
Les excursions, de province en province, avec 1 000 exécutants sont assez fréquentes.
Les orphéons les plus importants de l'Espagne sont aujourd'hui ceux de Pampelune, de Bilbao et de Saint-Sébastien.
Santander, Valladolid, Burgos et Madrid possèdent aussi des orphéons très remarquables ; ceux des autres villes d'Espagne sont moins importants.
La Catalogne et les provinces basques sont le centre orphéonique le plus fécond du pays et celles où le genre est le plus largement cultivé.
Les sociétés espagnoles ont des concours, des prix et des bannières, comme en France. »

### La grande fête musicale et orphéonique parisienne du27 mai 1912

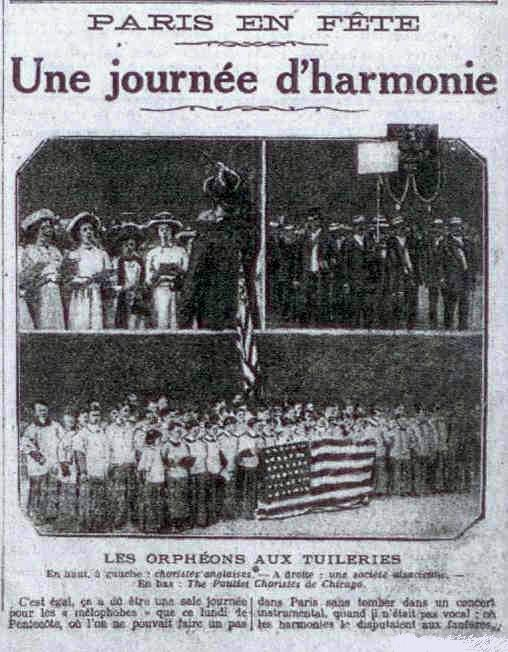
La fête du 27 mai 1912.

Le lundi de Pentecôte 27 mai 1912 un grand rassemblement et concours musical et orphéonique international est organisé à Paris. Y participent des ensembles musicaux venus de nombreuses villes françaises, et aussi beaucoup d'Anglais, amenés par un train spécial venu de Londres, des Belges, des Hollandais, des Suisses, des Italiens, et même la chorale des instituteurs de Prague et une chorale venue des États-Unis : les enfants de chœur de la cathédrale Saint-Pierre-et-Saint-Paul de Chicago.
Après avoir animé tout Paris, fanfares, harmonies et 177 orphéons convergent vers le jardin des Tuileries où ils donnent un concert devant une foule gigantesque et une tribune où ont pris place le président de la République Armand Fallières et d'autres personnalités. Démarre ensuite le défilé des 50 000 choristes et musiciens participants à la fête.
L'immense et bruyant cortège, par la rue de Rivoli, rejoint la place de l'Hôtel-de-Ville où il se disperse. Plus tard, le concert reprend jusqu'à une heure avancée de la nuit, à la salle Wagram, au palais du Trocadéro, à la salle des Horticulteurs et place de l'Hôtel-de-Ville.
Les ensembles venus d'Alsace et de Lorraine donnent ce jour-là des prestations remarquées et appréciées par les auditeurs, pour des motifs autant musicaux que patriotiques.
Le mardi matin, un concours pour les enfants entre écoliers anglais et français est organisé au Théâtre du Châtelet et au Théâtre Sarah-Bernhardt. À cette occasion, après que les écoliers français ont chanté le premier couplet et le refrain de la Marseillaise, les écoliers anglais entonnent sur le même air un couplet et un refrain fraternels composés en français spécialement pour la circonstance :

« Français, Anglais, notre devise

Sera : plus de rivalité !

Que l'aveuglement qui divise

Dans l'oubli du temps soit jeté !  (bis)

Qu'une estime mutuelle et franche

Nous fasse à tous, d'un ton loyal

Échanger un salut cordial

Par-dessus le flot de la Manche.

Amis, chantons en chœur ! Unissons nos efforts.

Chantons ! chantons ! et que l'écho répète nos accords (bis). »

### Les orphéons après 1912

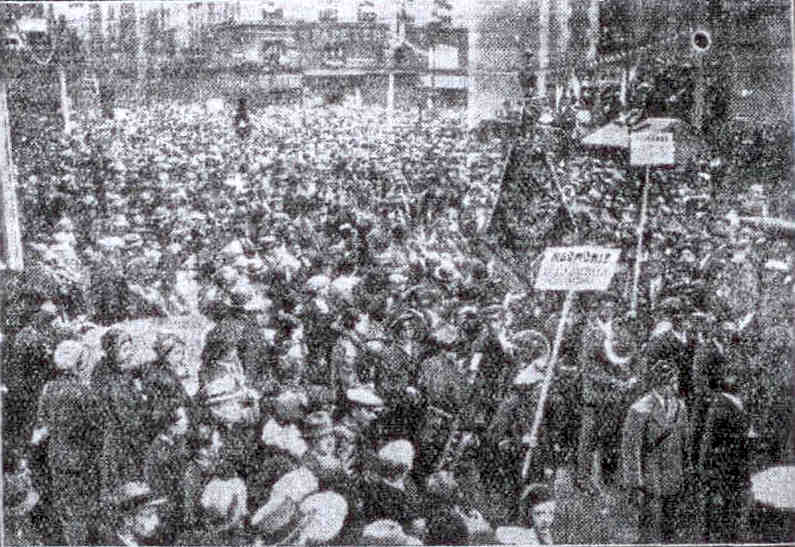
Le 3 mai 1931, la foule parisienne assiste au défilé des harmonies, fanfares et orphéons participant au grand concours international de musique organisé par Oscar Dufrenne et Le Petit Parisien.

Le 27 mars 1924, il est annoncé que le cortège de la Mi-Carême à Paris verra sa marche fermée par un orphéon.
Le 3 mai 1931, au grand concours international de musique, organisé à Paris par Oscar Dufrenne, conseiller municipal du quartier de la Porte-Saint-Denis, et Le Petit Parisien, sont présents 50 sociétés et 5 000 exécutants. L'Orphéon de Lourdes, dirigé par Stahlport, est « un des triomphateurs de la journée ». L'événement se termine par un grand bal populaire rue de Metz et rue de Chabrol.
D'autres concours musicaux continuent à être organisés à la même époque dans les provinces françaises. En 1933, un siècle après la naissance du premier Orphéon, on peut voir une photo de l'Orphéon fleurantin lors d'une sortie à l'occasion d'un concours à Cauterets.

### Ouverture à la mixité
Comme nombre d'associations de jadis, au début du mouvement orphéonique l'entrée des orphéons est réservé uniquement aux hommes. Par la suite, elle s'ouvre à une participation féminine.
Ainsi, par exemple, actif de 1908 à 1911, l'Orphéon Brestois est une société chorale mixte. Ce qui représente un grand progrès, comparé à ce qui est écrit en 1874 dans les statuts d'une autre association musicale de la ville, la société musicale de Brest : « l'entrée des femmes est interdite en toutes circonstances ».

### Les orphéons aujourd'hui

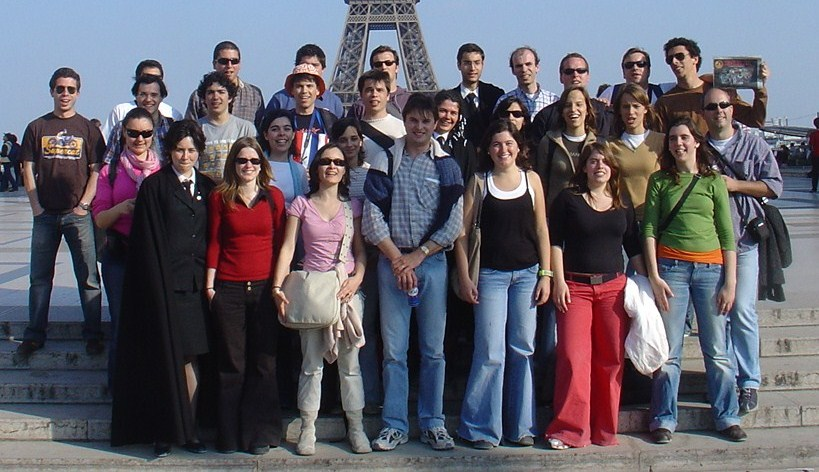
L'Orfeon Académico de Coimbra (Orphéon Académique de Coimbra), Portugal, pose devant la Tour Eiffel en 2006.

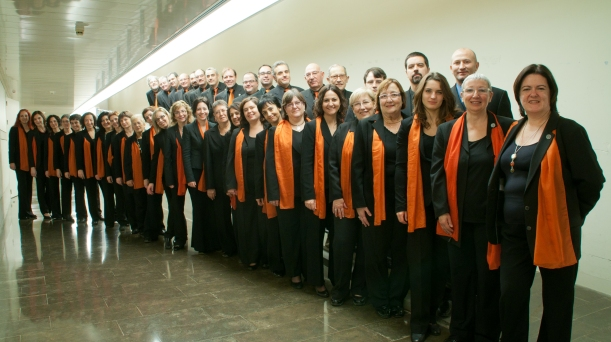
L'Orfeó Atlàntida (Orphéon Atlàntida), à l'Auditorium de Barcelone, en novembre 2011.

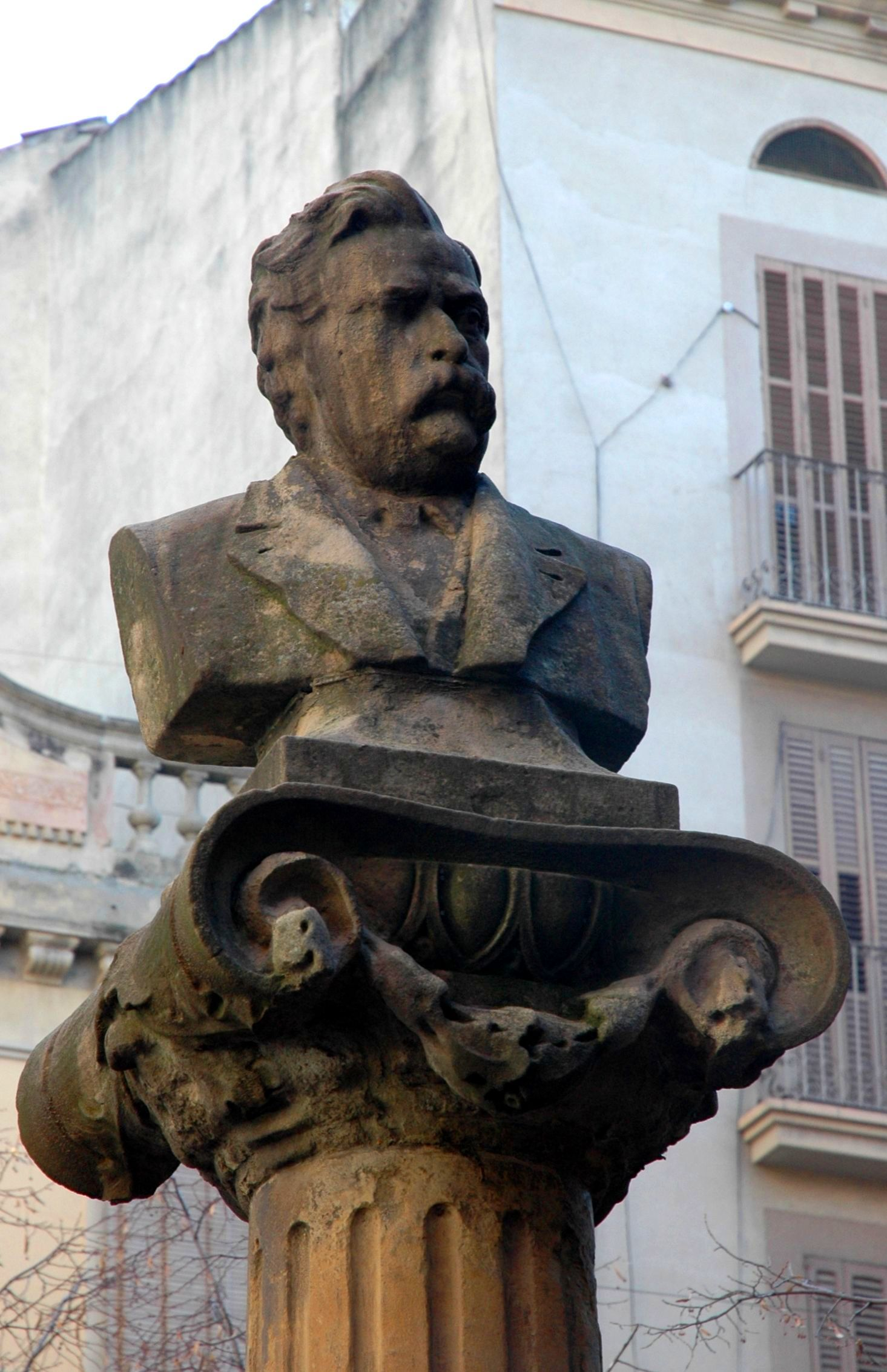
Buste de Josep Anselm Clavé i Camps sur la place de Manrèse qui porte son nom.

À Dunkerque, l'association chorale La Jeune France, fondée en 1864, existe toujours. Elle est la doyenne des associations philanthropiques et carnavalesques dunkerquoises et organise chaque année le bal des Gigolos Gigolettes.
Au Pays basque et dans le sud-ouest de la France, le mouvement des chorales masculines continue à se développer. Les orphéons catalans, toujours vivants et actifs, participent pleinement de la vie culturelle et musicale en Catalogne.
Le très réputé et ancien Orfeón Donostiarra de Saint-Sébastien est aujourd'hui mixte. En 1995, avec Natalie Dessay, Thomas Hampson, Gérard Lesne, l'Orchestre du Capitole de Toulouse, il a enregistré les Carmina Burana de Carl Orff, sous la direction de Michel Plasson. À Lyon, les 27 et 28 janvier 2012, invité par l’orchestre national de Lyon, il a interprété sous la direction du chef catalan Josep Pons, le Stabat Mater de Francis Poulenc et le Requiem de Gabriel Fauré.
L'Orfeón Pamplonés de Pampelune, fondé en 1865, est lui aussi devenu mixte et existe toujours.
Au Portugal, l'Orfeon Académico de Coimbra (Orphéon Académique de Coimbra), fondé en 1880, est l'ensemble choral en activité le plus ancien du pays. Initialement exclusivement masculin, il s'est ouvert aux femmes après la révolution des Œillets en 1974.
Le célèbre Orfeó Català (Orphéon Catalan), de Barcelone, fondé en 1891, occupe une place incontournable dans la vie musicale de la ville et au-delà. Pour ses activités, il dispose de vastes locaux modernes et d'une riche bibliothèque, avec de très précieux manuscrits musicaux mis en ligne sur son site Internet accessible en catalan, anglais et espagnol,.
À Tourcoing existe l'OJBC–Orpheon jazz band circus créé en 1974, tout comme la Société Nationale des Orphéonistes Crick-Sicks, plus vieille société orphéonique de France.
Des chorales, fanfares et harmonies, que certains considèrent comme les continuatrices du mouvement orphéonique, existent en France. Cependant, ce mouvement de masse a disparu en France et est oublié, ainsi que son fondateur Wilhem et son continuateur Eugène Delaporte, dont le monument à Paris, square du Temple, honore pour beaucoup de passants deux hommes et une cause inconnus.

### Goguettes et orphéons

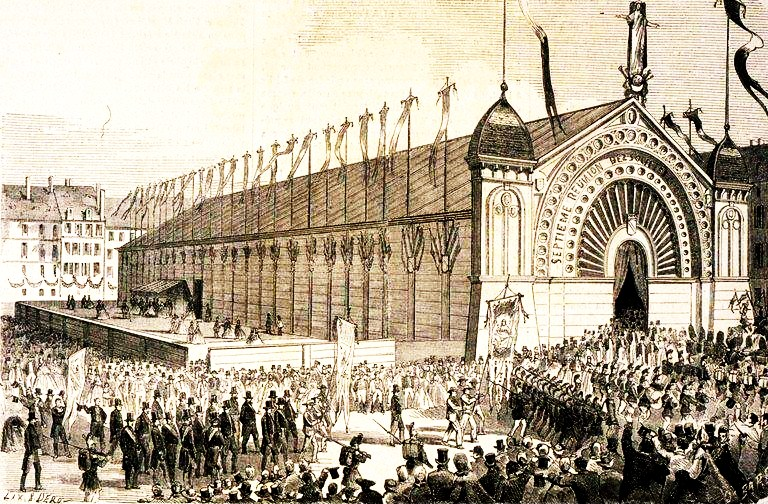
Septième réunion des sociétés chorales à Strasbourg en 1863 : défilé des sociétés devant la salle du Choral.

Prospérant à la même époque, les goguettes et les orphéons ont connu ensemble des liens qui ont laissé des traces, ainsi par exemple :
En 1843, deux goguettes réputées et la célèbre société chorale parisienne des Céciliens s'associent pour une fête de bienfaisance :
Mardi, 7 novembre, chez M. Lizeux, marchand de vins-traiteur, chaussée Ménilmontant, 1, MM. Alexis Dalès et Delort, présidant ordinairement, le premier, les Amis de la Chanson, et le deuxième, les Amis de la Vigne, donneront, au bénéfice de leur ami Ferret, depuis longtemps sans travaux et chargé d'une nombreuse famille, une grande soirée de chant ; plusieurs chœurs seront exécutés par Messieurs les Céciliens, qui ont avec empressement répondu à l'appel philanthropique qui leur a été fait à cette occasion.
Le 16 janvier 1878 est donné pour la première fois à Paris, au Théâtre des Bouffes-Parisiens : Babiole. Opérette villageoise en trois actes., paroles de Clairville et Octave Gastineau, musique de Laurent de Rillé. Clairville et Gastineau sont membres de la très célèbre goguette du Caveau, quatrième du nom, et Laurent de Rillé est une grande figure du mouvement orphéonique.
Le 21 mars 1880, au palais du Trocadéro, a lieu la distribution des prix aux lauréats du premier Concours des Sociétés lyriques, autre appellation des goguettes. Les orphéonistes et Eugène Delaporte, initiateur, sont présents. Dans son discours d'ouverture, le président d'honneur du concours, le chansonnier, goguettier et député Alfred Leconte s'adresse à eux :

« Merci également à vous, messieurs les orphéonistes, qui agissez fraternellement, en mêlant vos chants harmonieux aux bravos mérités par les lauréats. C'est un acte courtois que vous faites là : « Amour se paie par amour. » Les sociétés lyriques vous rendront la réciprocité, quand vous ferez appel à leur talent pour vos solennités. Ainsi les arts créent un lien fraternel, c'est un de leurs beaux privilèges.
Ils nous donnent, de plus, une occasion de remercier, au nom de toutes les Sociétés lyriques, et je sens que je suis leur interprète sincère, M. Delaporte, le premier initiateur du Concours et messieurs les présidents de plusieurs de vos sociétés lyriques, dévoués comme lui à la cause de l'art populaire, qui se sont groupés autour de lui. »

### L'oubli organisé du mouvement orphéonique français

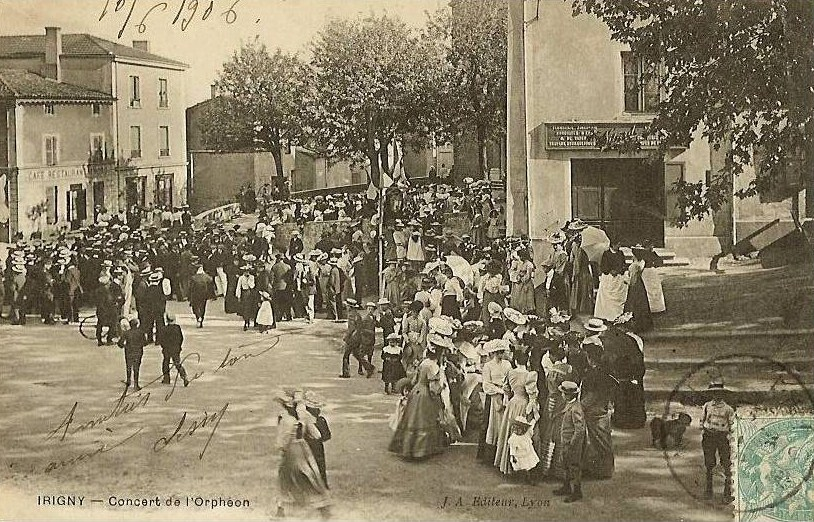
L'Orphéon d'Irigny donne un concert en plein air vers 1906.

Après 1870, les années qui suivent la proclamation de la IIIe République voient naître et se développer en France une mythologie républicaine sur le thème : la Révolution française et la République sont irréprochables et supérieures en tout aux autres régimes qui l'ont précédé, royauté ou empire, « opposés au peuple ».
Au passage, on[style à revoir] oublie que les Communards, massacrés par les armées de la République durant la Semaine sanglante, se réclamaient eux aussi de la Révolution française.
En 1891, Georges Clemenceau, à la tribune de l'Assemblée nationale déclare : « la Révolution française est un bloc....un bloc dont on ne peut rien distraire. » et se revendique y compris de la Terreur, qu'il justifie.
Le fait de déclarer que la République incarne la volonté du peuple, implique pour la mythologie républicaine de rejeter et oublier volontairement tout ce qui exprimait un bonheur populaire de masses sous les régimes monarchiques ou impériaux. Il faudra donc effacer le souvenir des orphéons, comme des goguettes, du grand Carnaval de Paris avec sa Promenade du Bœuf Gras et sa Mi-Carême, ou de la musique festive de danses de Paris au XIXe siècle, célèbre à l'égal des valses de Vienne. Car tout cela a prospéré au XIXe siècle sous la monarchie et le Second Empire et emporté l'adhésion enthousiaste des foules. On oubliera donc volontairement ces phénomènes dans l'historiographie officielle notamment scolaire.
Dans le domaine vocal, les rares mentions qui seront faites des goguettes seront pour insister sur le fait qu'elles étaient républicaines, alors que la plupart n'étaient pas politisées, et prétendre qu'elles ont toutes disparu victimes du Second Empire. S'agissant du mouvement de masses des orphéons, on mettra l'accent sur leur médiocrité artistique supposée, qui aurait été indissociable de leur caractère populaire et justifierait leur oubli.
La volonté de faire oublier les orphéons s'est accompagnée de la destruction organisée de la plus grande partie de la documentation sur eux. G. Escoffier dénonce « la quasi-disparition des partitions et de la presse orphéonique des bibliothèques, ce qui rend le répertoire indiqué par les sources difficile à cerner et à analyser. » Des destructions d'archives ont été opérées, y compris aux Archives nationales : on trouve dans la liste des documents relatifs à l'histoire de l'instruction publique qui ont été détruits volontairement par les autorités en juillet 1913, sans l'avis de la Commission supérieure des Archives, les adhésions d'orphéons au grand rassemblement organisé à l'Exposition universelle de 1867.

### Critique des orphéons
Les orphéons se sont attiré des critiques, faites par exemple, au nom de la qualité artistique médiocre attribuée à ceux-ci. En 1879, Ernest Reyer écrit dans Le Journal des débats : « Cette éducation (des orphéonistes) est absolument nulle au point de vue musical bien entendu. Et c'est le cas de dire qu'on entre dans un orphéon comme dans un moulin. Une voix quelconque et le désir d'être orphéoniste suffisent ordinairement. »
Plus loin, il rectifie légèrement ce jugement catégorique :

« Certes, je ne fais pas ici le procès de tous les orphéons et, sans aller chercher des exemples en Allemagne et en Belgique où ils ne manquent pas, je conviens, et je l'ai déjà constaté, que nous possédons en France, surtout dans le Nord, d'excellentes Sociétés orphéoniques. Mais ce sont là d'assez rares exceptions, comparativement surtout au très grand nombre d'orphéons que l'on voit accourir de tous les points de la France aussitôt que dans une ville quelconque un concours est annoncé. »

En 1923, Vincent d'Indy va jusqu'à condamner « l'erreur orphéonique » dans Comœdia. Et oppose l'art musical aux orphéons : « Quant à la musique, la vraie, elle n'entra jamais pour rien dans les exercices orphéoniques qui relèvent plus de la gymnastique que de l'art des sons. »
Comme les goguettes, les orphéons sont des lieux de vie conviviale. L'exemple d'un orphéon comme celui de Saint-Jean-de-Luz est éloquent à ce propos : il fait partie en 1906 de l'Amicale Donibandarrak (en basque : l'Amicale des luziens) qui compte également, entre autres, une estudiantina, c'est-à-dire un ensemble amateur de mandolines, une équipe de rugby à XV et une de pelote basque. Rejeter l'orphéon au nom de la « qualité artistique » revient à vouloir interdire la pratique artistique amateur et dénier l'accès du plus grand nombre aux arts et loisirs populaires.

### Les orphéons et la politique
En 1910, existe en Espagne, à Libar, un Orfeon de la Juventud Republicana (Orphéon de la Jeunesse Républicaine) et, à Madrid, un Orphéon baptisé Fraternidad Republicana (Fraternité Républicaine). Les luttes entre républicains et monarchistes sont à l'époque très âpres dans le pays. Ces noms témoignent manifestement de l'engagement politique des organisateurs de ces sociétés.
Après la Grande Guerre on trouve encore un écho des luttes politiques dans le milieu orphéonique, cette fois-ci en France. En 1924, le patronage du Cercle des coopérateurs parisiens de La Bellevilloise se dote d'un « Orphéon rouge » qui, « tout en amusant nos petits a fait beaucoup de propagande ».

## Presse orphéonique
Liste non exhaustive :
Début août 1870, existent en France quatre organes de presse orphéonique :
- La Presse orphéonique, Journal de musique et d'enseignement populaire ;
- La France Chorale ;
- L'Orphéon ;
- La France Orphéonique.

En 1895, une publication du journal L'Instrumental indique :
- L'Orphéon, 16, boulevard du Temple ;
- La Nouvelle France Chorale, 3, rue d'Aboukir ;
- L'Écho des Orphéons, 16, rue Cadet.

## Un orphéoniste devenu célèbre: Auguste Affre, ditGustarello
En 1881, Auguste Affre dit Gustarello, apprenti menuisier à Saint-Chinian, âgé de 23 ans, est un des premiers à rejoindre l'Orphéon local qui vient d'être créé. Par la suite, sa magnifique voix de ténor amène Marcelin Coural, maire de Narbonne, à demander à le rencontrer et l'auditionner. Conséquence, il l'invite à venir habiter Narbonne et suivre les cours de l'école de musique. Un an plus tard, Affre intègre le Conservatoire de Toulouse et obtient une subvention du département de l'Hérault et de la municipalité de Saint-Chinian. Elle s'élève à 300 francs « durant tout le temps de ses études musicales, soit à Toulouse, soit à Paris. »
En 1887, Affre remporte au Conservatoire de Paris le prix d'Opéra comique et en 1888 le prix de Grand Opéra. Il démarre alors une carrière de ténor. Durant vingt ans, il est célèbre et très apprécié en France et à l'étranger, notamment à Bordeaux et Toulouse où il est acclamé.

## 1863 – Hommage aux Orphéons
La Muse gauloise écrit le 15 octobre 1863 que les couplets de cet Hommage aux Orphéons – écrits par Émile de La Bédollière, et à chanter sur l'air du Pied qui r'mue, – « datent du commencement de cette année, et ont été chantés plus de cinquante fois, dans diverses réunions, tant par l'auteur que par les membres des sociétés chorales. » Le Pied qui r'mue est une chanson alors à la mode, écrite et mise en musique par Paul Avenel. Au Carnaval de Paris de cette année-là un des six 6 Bœufs Gras de la Promenade du Bœuf Gras se nomme Le Pied qui r'mue et pèse 1 060 kilos.
| 1 Honneur à vous, joyeux chanteurs, En maints concours triomphateurs ! Le cœur est content Et les oreilles sont charmées ; Le cœur est content Chaque fois que l'on vous entend. Orphéons, bravo ! Vos voix sont toujours aimées. Orphéons, bravo ! Encore un succès nouveau. | 2 Un art trop longtemps négligé, Grâce à vos soins est propagé. En ce beau chemin, Il n'est point d'étape dernière ; En ce beau chemin, Marchez en vous donnant la main ! Orphéons, bravo ! Portez haut votre bannière, Orphéons, bravo ! Encore un progrès nouveau. | 3 Pendant vos concerts, vous savez Faire le bien, quand vous pouvez Donner vos deniers Pour des infortunes cruelles ; Donner vos deniers Pour les ouvriers cotonniers Orphéons, bravo ! Vos âmes sont fraternelles ! Orphéons, bravo ! Toujours un bienfait nouveau. | 4 Vos yeux sur des bords trop lointains Suivent d'héroïques destins ; Ils voudraient venger Pour ses droits la Pologne armée ; Ils voudraient venger Les preux que chanta Béranger. Orphéons, bravo ! Pour une sœur bien-aimée, Orphéons, bravo ! Encore un effort nouveau. | 5 Lorsque je fredonne en buvant, Vous daignez m'applaudir souvent. À chaque banquet J'apporte une modeste offrande ; À chaque banquet De vers je compose un bouquet. Mais c'est un bravo Que le chansonnier demande ; Veuillez d'un bravo Payer un refrain nouveau. |

## 1877 – Orphéon-Revue, Pot-pourri
Ces couplets, composés par Félix Galle pour le banquet de la Sainte Cécile 1877 de la Société nationale des Orphéonistes lillois, rendent bien l'atmosphère joyeuse et conviviale régnant dans les Orphéons. Quatre ans auparavant, le même auteur a écrit et publié une autre chanson, dont il a confié la création à Oscar Doutrelon : Le Concours du Havre, chanson... chantée au banquet de Sainte-Cécile, le 23 novembre 1873, par M. Oscar Doutrelon.
| A Monsieur Schneider-Bouchez Société nationale des Orphéonistes lillois Banquet de la Sainte-Cécile 25 novembre 1877 Orphéon-Revue Pot-pourri 1 Air : Du Pana. (Desrousseaux). A chanter ici l'on m'invite, Je ne m'y refus' pas, ma foi ; Je dois vous déclarer bien vite Qu'il ne faut pas attendr' de moi. Que je vous pousse la romance Comme un Cornellier, un Tousart, Non, je n' peux pas faire concurrence A Leclercq, Morel et Minssart. (Bis) : Mais j'vous débit'rai sans façon. Quelques couplets sur l'Orphéon. 2 Air : Les Lingots d'Or. Un jour je flânais dans l' quartier d' l'Orphéon Je vis devant notre demeure, Quelques étrangers qui pleins d'attention L'examinaient depuis une heure ; Je m'dis : ces gens veul'nt visiter Notre local, ma foi ! je vais les guider. (Bis) : Messieurs, il n' faut pas vous gêner Donnez-vous donc la pein' d'entrer. 3 Air : Le Petit Parrain. (Desrousseaux) D'abord en entrant se voit la table de la Pelle, Un drôle de nom, direz-vous, mais ça m'est égal. Dire pourquoi de cette façon elle s'appelle Je n' le peux pas, mais en tout cas c'est original Dans cett' réunion De joyeux lurons, J' cite.au premier rang Le digne et brave président. (Bis) : Ce président si rupin, C'est Monsieur Pareyn. 4 Air : Cadet-Rousselle. Voici la tabl' des chagrinés (bis) Chez eux l'on n' se chagrin' jamais (bis) Chat gris n'est pas chose bien rare, D'mandez plutôt à Devoogh'laere. (Bis) : Ah ! ah ! oui vraiment, Les chagrinés sont bons enfants. | 5 Air : Du Pana. De tous les group's d'Orphéonistes, On cit' parmi les plus fervents, Un' réunion de jeun's artistes, On ne peut plus intéressants. Si d'eux tous j'osais me permettre D' passer un rapide examen Nul ne pourrait plus méconnaître La vérité de mon refrain. (Bis) : Rien au monde n'est plus jovial Que l' petit cercle musical. 6 Air : Les Philosophes. (Cornellier) Messieurs, maintenant je vous prie De faire à gauche un demi-tour, A la table où je vous convie, La joie est à l'ordre du jour. Vous pouvez rigoler Et parler sans contrainte. D'être par trop roulés N'ayez aucune crainte. Car c'est bien là, c'est là, La table des phiphi La table des lolo La table des sosophes, Etc. Des philosophes. 7 Air : de P'tit-Price. (Desrousseaux) Ici c'est la Table infernale, Au passé riche et glorieux, Puis à l'autre coin de la salle. L'Av'nir aux élans généreux. Enfin d' chaqu' côté de la ch'minée, Chacun admire avec bonheur, Deux Sociétés des plus huppées, Cell's des Chagrins et des Horreurs. (Bis) : Et tous nos artistes Sont avec ardeur, Tous Orphéonistes, Jusqu'au fond du cœur. 8 Air : Rien n'est sacré pour un sapeur. Je croyais la r'vue terminée, Quand je vis un d'mes étrangers, Tenir sa têt' toujours tournée, Sur l'portrait d'monsieur Boulanger. (Bis) Quelle est, dit-il, cette figure ? Je lui réponds : c'est le Patron ! (Bis) : Oui, je dis vrai, je vous le jure, J'vais vous donner l'explication. | 9 Air : Du Pana. L'Patron est un Orphéoniste, Notre chef au nom si fameux, D'êtr' conduits par un tel artiste, Nous sommes tous fiers et glorieux ! Nous somm's esclav's de sa baguette, Il nous conduit à coups d'bâton, Et pourtant nous courbons la tête, Tell'ment nous aimons notr' Patron. (Bis) : Répétons tous à l'unisson Viv'le Patron, viv'le patron. 10 Air : Rien n'est sacré pour un sapeur. Auprès du Patron l'on admire, Le portrait de notr' Président, C'est bien lui, c'est bien son sourire, Son air aimable et bienveillant, (Bis) Mais la sévérité s'éveille, Chez lui dans bien des occasions. (Bis) : Pour l'éprouver je vous conseille, De manquer aux répétitions. 11 Air : La retraite en musique. (Desrousseaux) Puisque nous en somm's aux portraits, Que chacun examine, Celui d'Desrousseaux, dont les traits, Pleins de charme et d'attraits, Rappell'nt à tous, Sages et fous, Que sa retrait' chagrine, Combien l'on était fier, heureux D'entendr' ses chants joyeux. Même aujourd'hui sa muse. En tous lieux, nous amuse, Et toujours l'on bat des mains Au son de ses joyeux refrains. (Bis) : Que chacun de nous acclame, De toute âme, La coqu'luch' des Lillos, Desrousseaux. 12 Air : De Jeannette et Girotte. Ah ! combien j'éprouve de peine, A ne pas voir Monsieur Lequenne, Figurer dans ce Panthéon, Des gloires de notre Orphéon ! Vraiment, Messieurs, chacun l'atteste, Monsieur Lequenne est trop modeste. (Bis) : Cher Vic'-Président, s'il vous plaît, Gratifiez-nous d'un p'tit portrait. | 13 Air : De Titine. Un' société comme la nôtre N'est pas facile à mener, Heureus'ment y a d' bons apôtres Qui s' charg'nt de l'administrer : L'un s'occup' des fêt's, des danses, L'aut' des jeux, et cœtera. (Bis) : Mais que d'viendraient nos finances, Si M'sieur L'grand n'était pas là. 14 Air : L'Histoire d'un Nez. (Vialon) Parlons un peu d' la symphonie Et d' son éminent directeur, A peine s'est-ell' réunie, Qu'elle s'est gagné tous les cœurs ! Tous les artistes symphoniques Sont parmi nous les bien venus, Dans la famille orphéonique Ils ne peuv'nt qu'être bien reçus. (Bis) 15 Air : De Jeannette et Girotte. Messieurs, vous permettrez sans doute, Que je m'écarte de ma route, Je veux saluer en passant Le directeur intelligent A qui la scèn' municipale Doit sa vogue phénoménale : Monsieur Marck, je l' dis de tout cœur, Ici n'a qu' des admirateurs. 16 Air : Du Pana. Mes bons amis, je vous r'mercie D' m'avoir prêté tant d'attention, Merci pour tout' la sympathie Qu' vous témoignez à ma chanson. Pas d' désertion, pas d' défaillance, Jusqu'au bout soyons tous d'accord, Et pour terminer la séance Chantons, chantons tous au plus fort : (Bis) : Répétons tous à l'unisson, Viv' l'Orphéon! Viv' l'Orphéon ! Félix Galle. |